# Liste der Biografien/Shi
Liste der Biografien |
Portal Biografien |
Personensuche
# |
A |
B |
C |
D |
E |
F |
G |
H |
I |
J |
K |
L |
M |
N |
O |
P |
Q |
R |
S |
T |
U |
V |
W |
X |
Y |
Z |
?
 
Sa |
Sb |
Sc |
Sd |
Se |
Sf |
Sg |
Sh |
Si |
Sj |
Sk |
Sl |
Sm |
Sn |
So |
Sp |
Sq |
Sr |
Ss |
St |
Su |
Sv |
Sw |
Sy |
Sz
 
Sha |
Shc |
She |
Shh |
Shi |
Shk |
Shl |
Shm |
Shn |
Sho |
Shp |
Shr |
Sht |
Shu |
Shv |
Shw |
Shy
Die Liste der Biografien führt alle Personen auf, die in der deutschsprachigen Wikipedia einen Artikel haben. Dieses ist eine Teilliste mit 998 Einträgen von Personen, deren Namen mit den Buchstaben „Shi“ beginnt.

## Shi
- Shi, Kaiserin der Xin-Dynastie
- SHI 360 (* 1976), israelischer Rapper und Produzent
- Shi Enxiang, Cosmas (1921–2015), chinesischer römisch-katholischer Bischof und Verfolgter des Regimes
- Shi Hongzhen, Melchior (* 1929), chinesischer katholischer Bischof
- Shi Shen, chinesischer Astronom
- Shi Tao (* 1641), chinesischer Maler
- Shi, Brian (* 2000), US-amerikanischer Tennisspieler
- Shi, Cindy (* 1970), US-amerikanische Badmintonspielerin chinesischer Herkunft
- Shi, Dakai (1820–1863), chinesischer Führer des Taiping-Aufstandes
- Shi, Domee (* 1989), chinesisch-kanadische Storyboard-Zeichnerin
- Shi, Dongpeng (* 1984), chinesischer Hürdensprinter
- Shi, Dongshan (1902–1955), chinesischer Filmregisseur
- Shi, Fangjing (* 1965), chinesische Badmintonspielerin
- Shi, Guihong (* 1968), chinesische Fußballspielerin
- Shi, Han (* 2005), chinesische Tennisspielerin
- Shi, Hanbing (* 1972), chinesischer Autor, Wirtschaftsforscher, Professor und Dozent
- Shi, Hanqing (* 1989), chinesischer Poolbillard- und Snookerspieler
- Shi, Hui (1915–1957), chinesischer Schauspieler und Regisseur
- Shi, Jin Xian Nicholas (1921–2009), chinesischer Ordensgeistlicher, römisch-katholischer Bischof von Shangqiu
- Shi, Jingjing (* 1988), chinesische Bahnradsportlerin
- Shi, Jingnan (* 1994), chinesischer Shorttracker
- Shi, Jiuyong (1926–2022), chinesischer Jurist
- Shi, Jun (* 1982), chinesischer Fußballspieler
- Shi, Kuang, Musiker des chinesischen Altertums
- Shi, Lang (1621–1696), chinesischer Admiral
- Shi, Liang (1900–1985), chinesische Politikerin
- Shi, Ming (* 1957), chinesisch-deutscher Journalist und Publizist
- Shi, Mingde (* 1954), chinesischer Diplomat
- Shi, Nansun (* 1951), hongkong-chinesische Filmproduzentin und Moderatorin
- Shi, Ping (1911–2024), chinesischer Politiker und Supercentenarian
- Shi, Siming (703–761), chinesischer Aufständischer gegen die Tang-Dynastie
- Shi, Taifeng (* 1956), chinesischer Politiker in der Volksrepublik China
- Shi, Tao (* 1968), chinesischer Journalist, Schriftsteller und Dichter
- Shi, Tingmao (* 1991), chinesische Wasserspringerin
- Shi, Wancheng (* 1990), chinesischer Snowboarder
- Shi, Wei (* 1970), chinesische Handballspielerin
- Shi, Wen (* 1963), chinesische Badmintonspielerin
- Shi, Xiang (* 1980), chinesischer Fußballschiedsrichterassistent
- Shi, Xie (137–226), Provinzgouverneur der chinesischen Han-Dynastie
- Shi, Yan (1904–1994), chinesischer Kunsthistoriker
- Shi, Yongxin (* 1965), chinesischer Mönch, Abt des Shaolin-Tempels und höchster buddhistischer Würdenträger Chinas
- Shi, You, chinesischer Gelehrter, Kalligraph und Palasteunuch
- Shi, Yuguang, chinesischer Mathematiker
- Shi, Yuhao (* 1998), chinesischer Leichtathlet
- Shi, Yuqi (* 1996), chinesischer Badmintonspieler
- Shi, Zhengli (* 1964), chinesische Virologin (Institut für Virologie Wuhan)
- Shi, Zhengrong (* 1963), chinesischer Unternehmer
- Shi, Zhihao (* 1959), chinesischer Tischtennisspieler und -funktionär
- Shi, Zhiyong (* 1980), chinesischer Gewichtheber
- Shi, Zhiyong (* 1993), chinesischer Gewichtheber
- Shi-Kupfer, Kristin (* 1974), deutsche Sinologin und Politikwissenschaftlerin

### Shia
- Shiancoe, Visanthe (* 1980), US-amerikanischer American-Football-Spieler
- Shiao, Lora, amerikanische GeheimdienstoffizierinLora Shiao

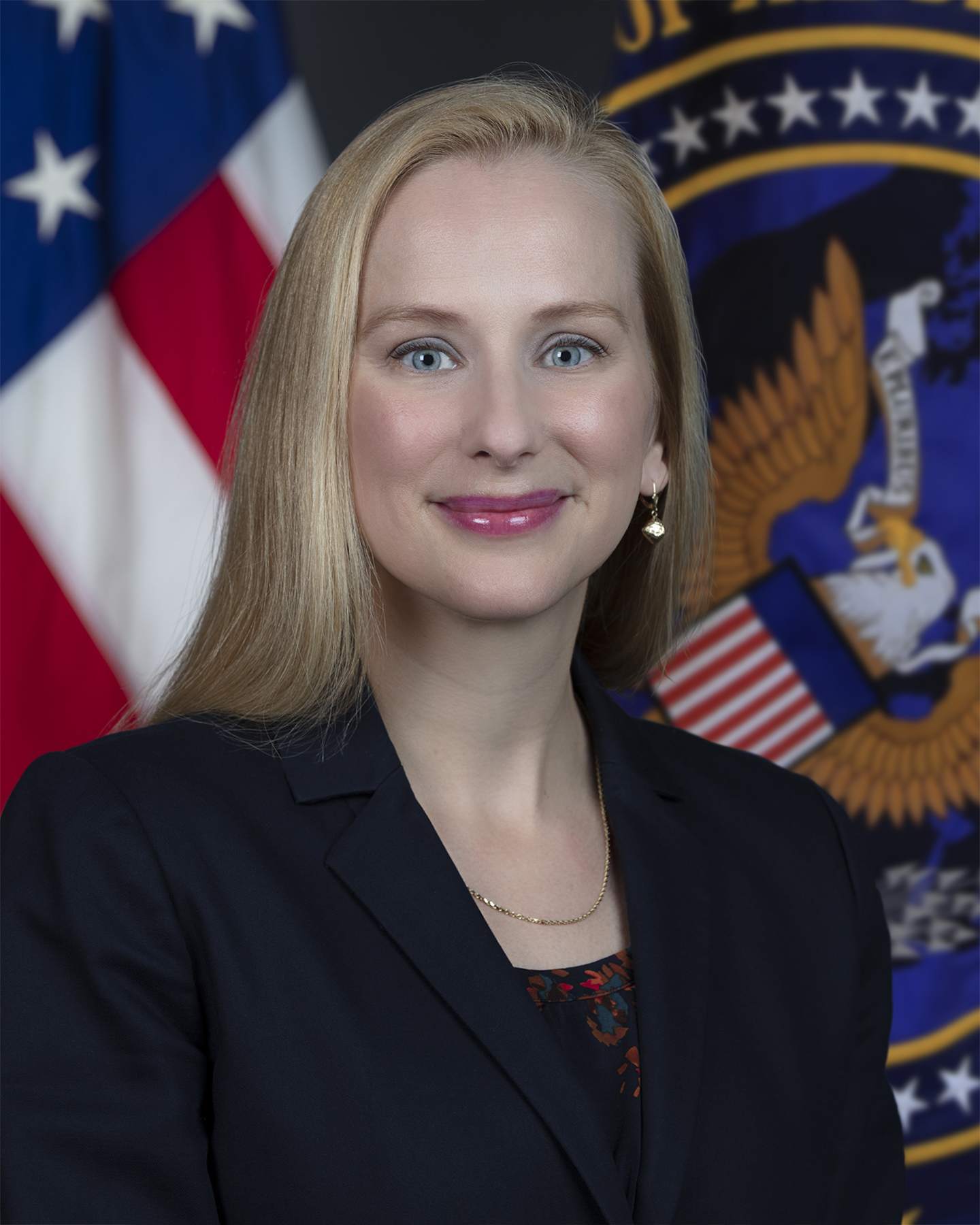
Lora Shiao

### Shib
- Shiba, Keita (* 2002), japanischer Fußballspieler
- Shiba, Kōkan (1747–1818), japanischer Maler und Schriftsteller
- Shiba, Nobuhiro (* 1974), japanischer Fußballspieler
- Shiba, Ryōtarō (1923–1996), japanischer Schriftsteller
- Shiba, Yoshinobu (* 1930), japanischer Historiker
- Shiba, Zenkō (1750–1793), japanischer Schriftsteller und Schauspieler
- Shibabaw, Ejigayehu (* 1974), äthiopische Sängerin
- Shibahara, Ena (* 1998), US-amerikanerin Tennisspielerin
- Shibahara, Makoto (* 1992), japanischer Fußballspieler
- Shibaki, Yoshiko (1914–1991), japanische Schriftstellerin
- Shibakoya, Yūichi (* 1983), japanischer Fußballspieler
- Shibamiya, Yuki, japanische Mangaka
- Shibamoto, Ren (* 1999), japanischer Fußballspieler
- Shibamura, Naoya (* 1982), japanischer Fußballspieler
- Shibani, Younes al- (* 1981), libyscher Fußballspieler
- Shibano, Ritsuzan (1736–1807), japanischer Konfuzianer
- Shibasaki, Gaku (* 1992), japanischer Fußballspieler
- Shibasaki, Kō (* 1981), japanische Schauspielerin und SängerinKō Shibasaki (* 1981)

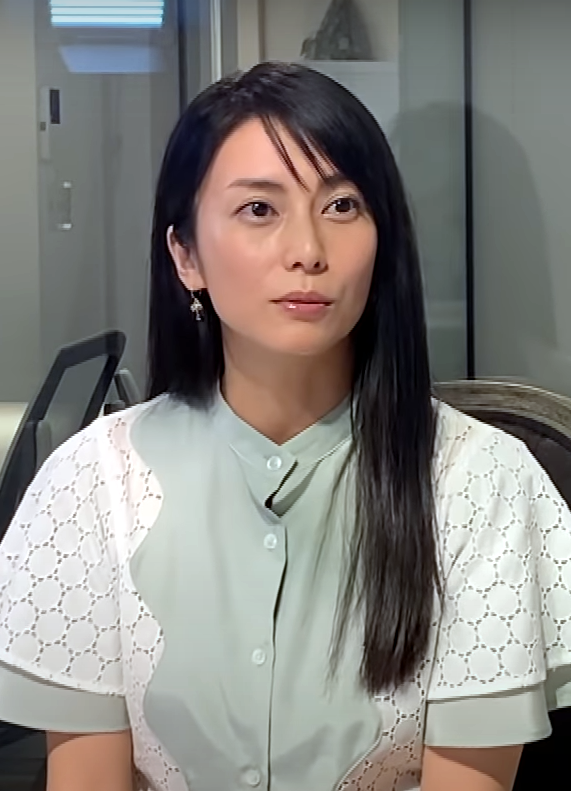
Kō Shibasaki (* 1981)

- Shibasaki, Kōsei (* 1984), japanischer Fußballspieler
- Shibasaki, Masakatsu (* 1947), japanischer Chemiker
- Shibasaki, Takahiro (* 1982), japanischer Fußballspieler
- Shibata, Ai (* 1982), japanische Schwimmerin
- Shibata, Aya, japanische Skeletonpilotin
- Shibata, Daichi (* 1990), japanischer Fußballspieler
- Shibata, Hanae (* 1992), japanische Fußballspielerin
- Shibata, Katsuie (1522–1583), japanischer Samurai und GeneralShibata Katsuie (1522–1583)

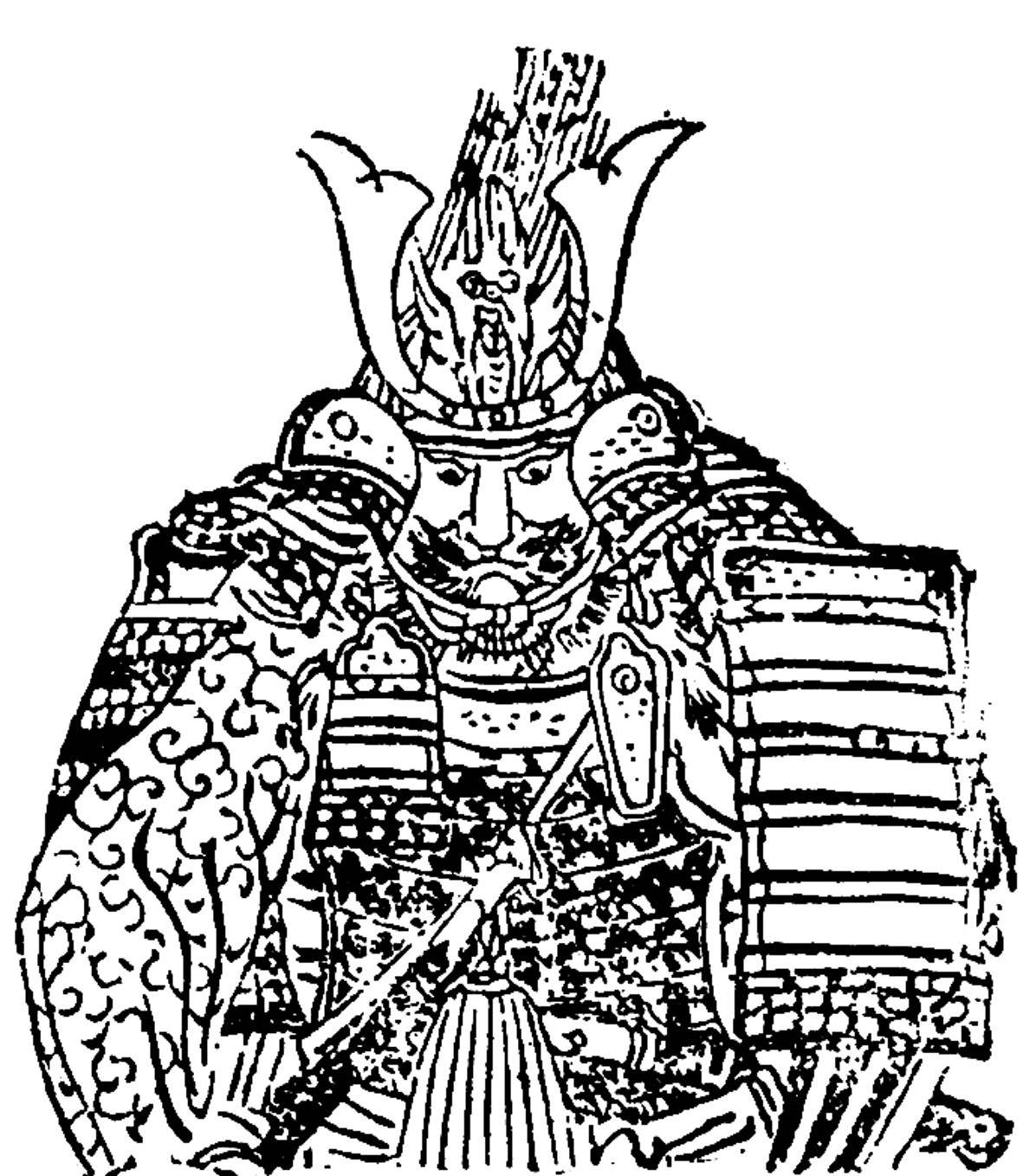
Shibata Katsuie (1522–1583)

- Shibata, Kei (* 1965), japanischer Fußballspieler
- Shibata, Keita (1877–1946), japanischer Zellbiologe
- Shibata, Kuniaki (* 1947), japanischer Boxer und dreifacher Weltmeister
- Shibata, Kunio (* 1948), japanischer Skilangläufer
- Shibata, Kyūō (1783–1839), japanischer Gelehrter
- Shibata, Minao (1916–1996), japanischer Komponist
- Shibata, Renzaburō (1917–1978), japanischer Schriftsteller
- Shibata, Ryūtarō (* 1992), japanischer Fußballspieler
- Shibata, Saki (* 1997), japanische Tischtennisspielerin
- Shibata, Satomi (* 1985), japanische Fußballspielerin
- Shibata, Satoru (* 1962), japanischer Manager, Präsident von Nintendo Europa
- Shibata, Shingo (* 1985), japanischer Fußballspieler
- Shibata, Shō (* 1935), japanischer Schriftsteller, Übersetzer und Germanist
- Shibata, Shōji (1915–2016), japanischer Biochemiker
- Shibata, Sōsuke (* 2001), japanischer Fußballspieler
- Shibata, Toru (* 2001), japanischer Fußballspieler
- Shibata, Toyo (1911–2013), japanische Dichterin und Autorin
- Shibata, Toyokazu (* 1986), japanischer Dartspieler
- Shibata, Tsuneo, japanischer Jazzmusiker
- Shibata, Yūji (1882–1980), japanischer Chemiker
- Shibata, Zeshin (1807–1891), japanischer Maler
- Shibato, Kai (* 1995), japanischer Fußballspieler
- Shibayama, Kaoru († 2007), japanischer Manga-Zeichner
- Shibayama, Masahiko (* 1965), japanischer Politiker
- Shibayama, Masaya (* 2002), japanischer Fußballspieler
- Shibayama, Zenkei (1894–1974), Abt des Nanzenji Klosters von Kyoto und Zen-Meister der Rinzai-Schule
- Shibazaki, Keiji (1894–1943), japanischer Konteradmiral
- Shibazaki, Kōzō (* 1958), japanischer Kameramann
- Shibazaki, Kunihiro (* 1985), japanischer Fußballspieler
- Shibli, Adania (* 1974), israelische Schriftstellerin arabisch-palästinensischer HerkunftAdania Shibli (* 1974)

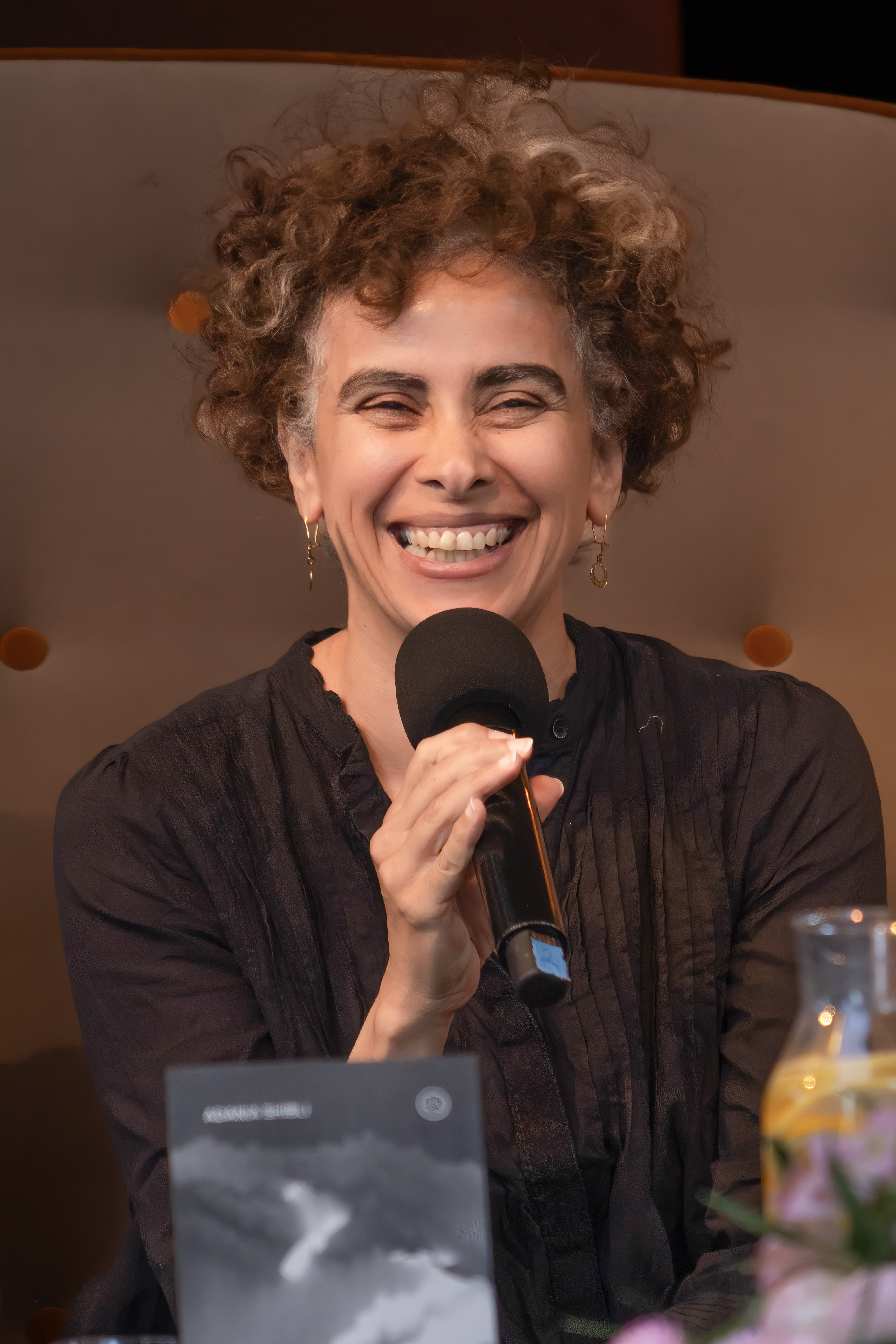
Adania Shibli (* 1974)

- Shibli, Ahlam (* 1970), palästinensische Fotografin
- Shibrain, Ahmed (1931–2017), sudanesischer Maler
- Shibue, Chūsai (1805–1858), japanischer Mediziner und Philologe
- Shibui, Yōko (* 1979), japanische Langstreckenläuferin
- Shibukawa, Shunkai (1639–1715), japanischer Astronom und Kalenderexperte
- Shibusawa, Eiichi (1840–1931), japanischer Unternehmer der Meiji-Zeit
- Shibusawa, Keizō (1896–1963), japanischer Ethnologe und Mäzen
- Shibusawa, Sayaka (* 1984), japanische Wasserspringerin
- Shibusawa, Tatsuhiko (1928–1987), japanischer Schriftsteller, Übersetzer und Literaturkritiker
- Shibutani, Alex (* 1991), US-amerikanischer Eiskunstläufer
- Shibutani, Hiroshi (* 1967), japanischer Tischtennisspieler
- Shibutani, Maia (* 1994), US-amerikanische Eiskunstläuferin
- Shibuya, Hiroki (* 1966), japanischer Fußballspieler und -trainer
- Shibuya, Hirotoshi, japanischer Badmintonspieler
- Shibuya, Jun, japanischer Skispringer
- Shibuya, Kaho (* 1991), japanische Webvideoproduzentin, Cosplayerin und AV-IdolKaho Shibuya (* 1991)

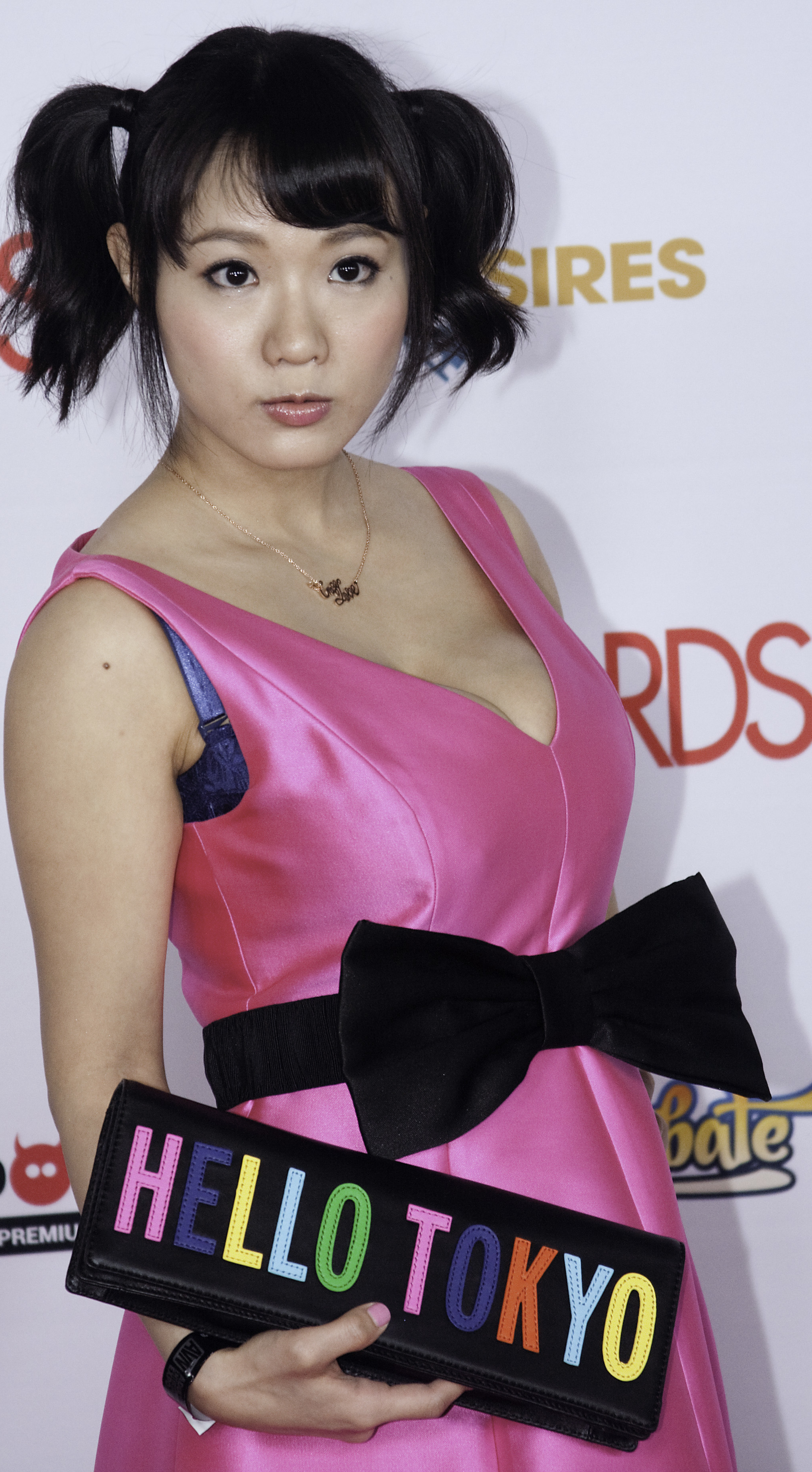
Kaho Shibuya (* 1991)

- Shibuya, Kenji (1921–2010), US-amerikanischer Wrestler
- Shibuya, Kiyoko (* 1970), japanische Spezialeffektkünstlerin und Filmproduzentin
- Shibuya, Minoru (1907–1980), japanischer Filmregisseur
- Shibuya, Takeshi (* 1939), japanischer Jazzmusiker
- Shibuya, Tengai (1906–1983), japanischer Komödiant und Stückeschreiber
- Shibuya, Tenma (* 1969), japanischer Schauspieler, Tänzer und Aktivist für Kulturaustausch
- Shibuya, Tsubasa (* 1995), japanischer Fußballspieler

### Shic
- Shichi, Takaaki (* 1993), japanischer Fußballspieler
- Shichida Ichirō (1886–1957), japanischer Offizier, Generalleutnant der Kaiserlich-Japanischen Armee
- Shicoff, Neil (* 1949), amerikanischer Opernsänger (Tenor)

### Shid
- Shida, Chiharu (* 1997), japanische Badmintonspielerin
- Shida, Hikaru (* 1988), japanische Wrestlerin
- Shida, Leni (* 1994), ugandische Leichtathletin
- Shidehara, Kijūrō (1872–1951), 31. Premierminister von Japan
- Shidei, Tsunamasa (1895–1945), japanischer GeneralleutnantShidei Tsunamasa (1895–1945)

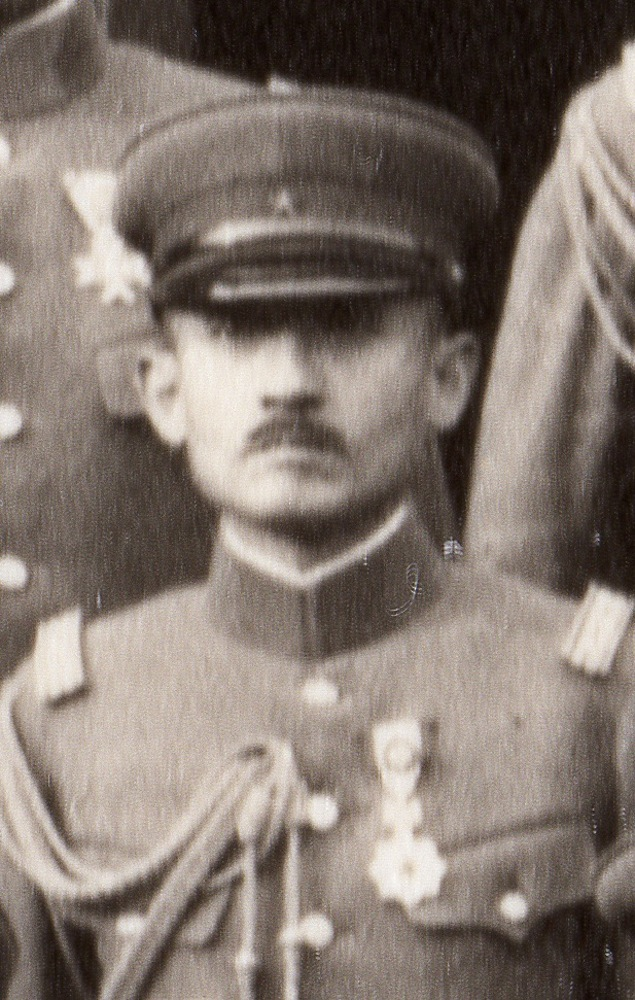
Shidei Tsunamasa (1895–1945)

- Shideler, Thaddeus (1883–1966), US-amerikanischer Leichtathlet
- Shidō, Bunan (1603–1676), japanischer Mönch
- Shidochi, Mayu (* 1997), japanische Ringerin
- Shidqia, Fatin (* 1996), indonesische Sängerin

### Shie
- Shieh, Jhy-Wey (* 1955), taiwanischer Germanist und Diplomat
- Shieh, Su-jean (* 1969), taiwanische Fußballspielerin
- Shiel, George K. (1825–1893), US-amerikanischer Politiker
- Shiel, M. P. (1865–1947), britischer Schriftsteller
- Shield, Jim, kanadischer Schauspieler, Stuntman, Chuckwagon-Rennfahrer und Pferdesportler
- Shield, Leroy (1893–1962), US-amerikanischer Komponist
- Shield, Mark (* 1973), australischer Fußballschiedsrichter
- Shields, Alan (1944–2005), US-amerikanischer Maler, Grafiker und Objektkünstler
- Shields, Albert F. (1908–1974), US-amerikanischer Ingenieur
- Shields, Alice (* 1943), US-amerikanische Komponistin
- Shields, Allen (1927–1989), US-amerikanischer Mathematiker
- Shields, Andrew, britischer Physiker
- Shields, Arthur (1896–1970), irischer Schauspieler und jüngerer Bruder des Schauspielers Barry Fitzgerald
- Shields, Benjamin Glover (1808–1850), US-amerikanischer Politiker
- Shields, Brooke (* 1965), US-amerikanische SchauspielerinBrooke Shields (* 1965)

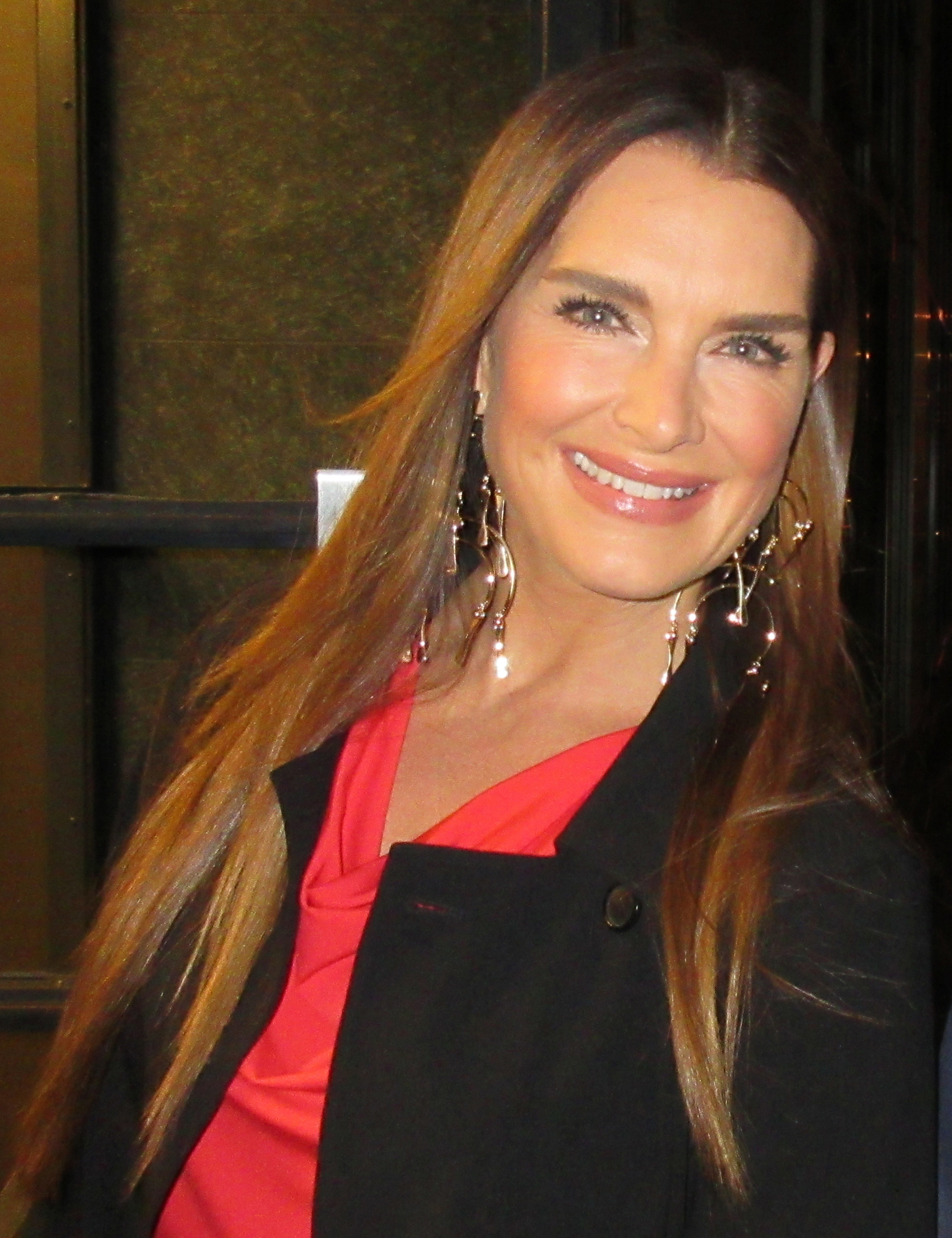
Brooke Shields (* 1965)

- Shields, Carol (1935–2003), kanadische Schriftstellerin
- Shields, Christopher (* 1958), US-amerikanischer Philosophiehistoriker
- Shields, Claressa (* 1995), US-amerikanische Boxerin
- Shields, Colin (* 1980), britischer Eishockeyspieler
- Shields, David (* 1956), US-amerikanischer Autor
- Shields, David (* 1991), US-amerikanischer Eishockeyspieler
- Shields, Ebenezer J. (1778–1846), US-amerikanischer Politiker
- Shields, Frank (1909–1975), US-amerikanischer Tennisspieler und SchauspielerFrank Shields (1909–1975)

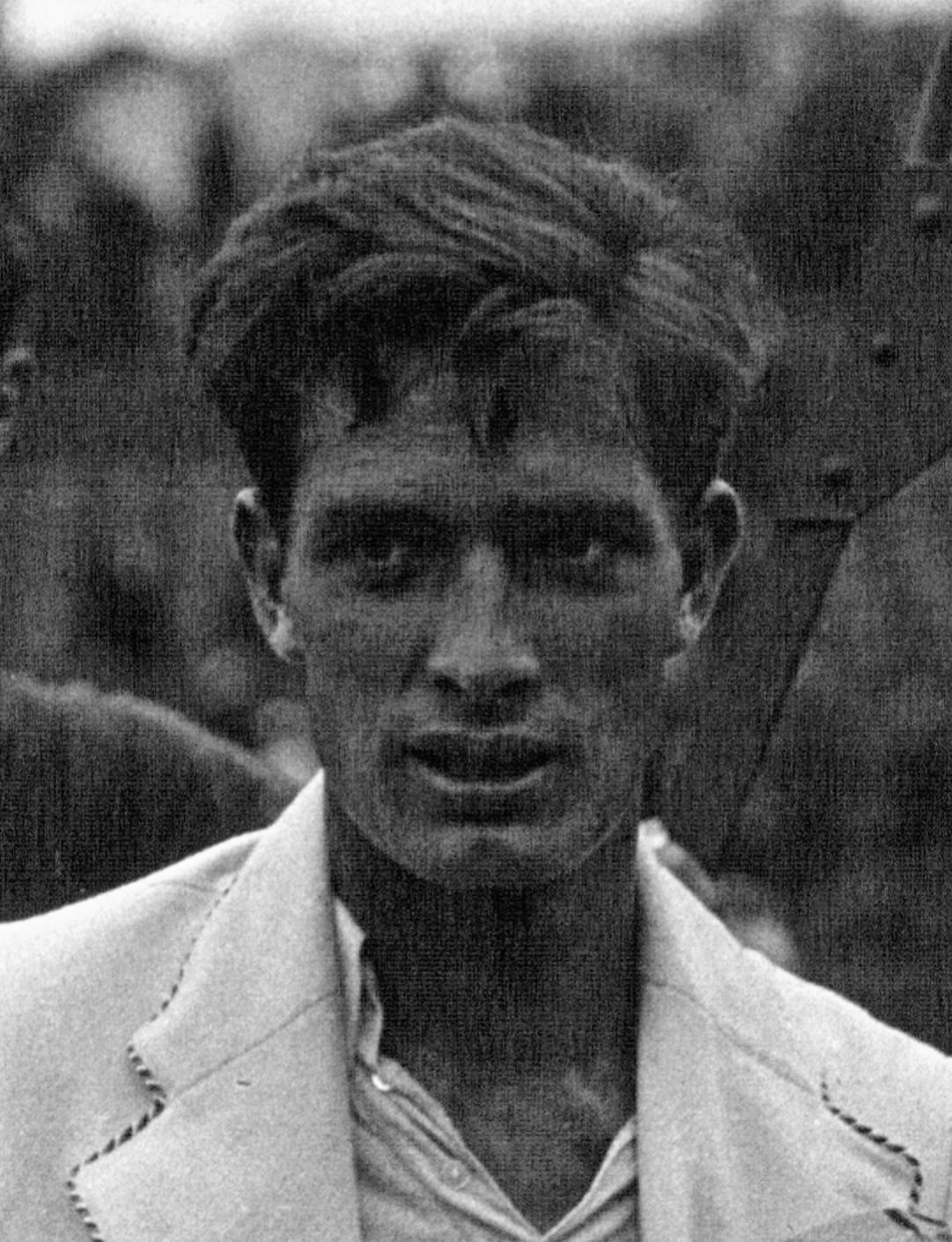
Frank Shields (1909–1975)

- Shields, Griffin (* 1995), US-amerikanischer Volleyballspieler
- Shields, Harry (1899–1971), US-amerikanischer Jazzmusiker
- Shields, Jake (* 1979), US-amerikanischer Mixed-Martial-Arts-Kämpfer
- Shields, James (1762–1831), irisch-amerikanischer Politiker der Demokratischen Partei
- Shields, James († 1879), US-amerikanischer Politiker irischer Herkunft, Senator von Illinois, Minnesota und Missouri
- Shields, James (* 1981), US-amerikanischer Baseballspieler
- Shields, Jimmy (* 1970), US-amerikanisch-deutscher Basketballspieler
- Shields, Joanna, Baroness Shields (* 1962), britische Wirtschaftsmanagerin und Politikerin (Conservative Party), Life Peeress
- Shields, Joe (* 1961), US-amerikanischer Grafiker, Flash-Animator und Musiker
- Shields, John K. (1858–1934), US-amerikanischer Politiker (Demokratische Partei)
- Shields, Kevin (* 1963), US-amerikanischer Sänger, Gitarrist und Musikproduzent
- Shields, Larry (1893–1953), US-amerikanischer Jazz-Bigband-Leader
- Shields, Lawrence (1894–1976), US-amerikanischer Politiker
- Shields, Lawrence (1895–1976), US-amerikanischer Mittelstreckenläufer
- Shields, Lonnie (* 1956), US-amerikanischer Bluesmusiker
- Shields, Nicole (* 1999), neuseeländische Radrennfahrerin
- Shields, Paul (1933–2016), US-amerikanischer Mathematiker
- Shields, Ronnie (* 1958), US-amerikanischer Boxer und -trainer
- Shields, Sam (* 1987), US-amerikanischer American-Football-Spieler
- Shields, Shavon (* 1994), US-amerikanisch-dänischer Basketballspieler
- Shields, Solomon (* 1989), englischer Fußballspieler
- Shields, Steve (* 1972), kanadischer Eishockeytorhüter
- Shields, Susan (* 1952), US-amerikanische Schwimmerin
- Shields, Teri (1933–2012), US-amerikanische Schauspielerin und Model
- Shields, Tom (* 1991), US-amerikanischer Schwimmer
- Shields, Wayne (* 1975), südafrikanischer Beleuchter und Kameramann
- Shields, Will (* 1971), US-amerikanischer American-Football-Spieler
- Shields, Willow (* 2000), US-amerikanische SchauspielerinWillow Shields (* 2000)

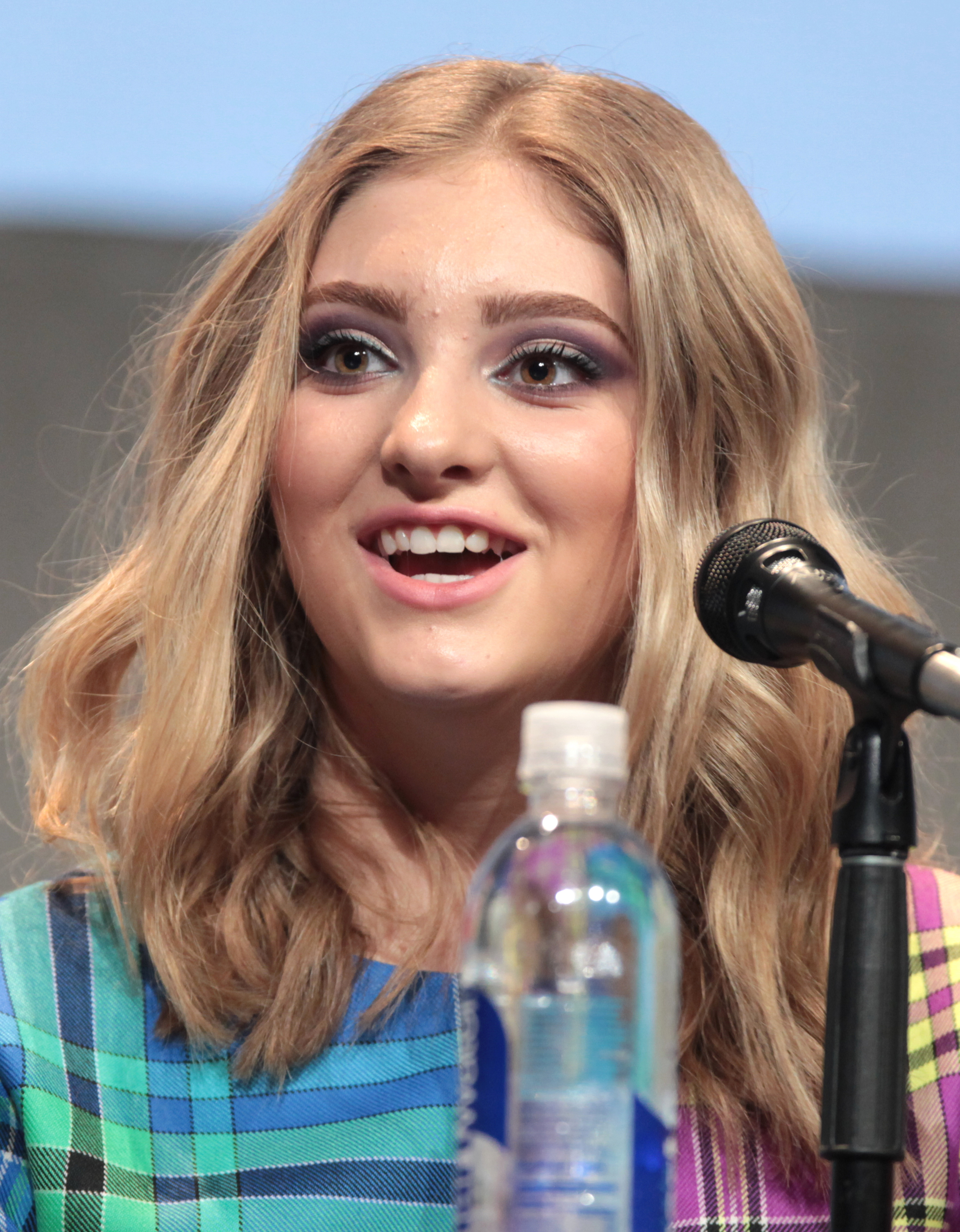
Willow Shields (* 2000)

- Shiels, Dean (* 1985), nordirischer Fußballspieler
- Shiels, Drummond (1881–1953), schottischer Politiker
- Shiels, Kenny (* 1956), nordirischer Fußballtrainer
- Shien, Han Sen (1925–2018), deutsch-chinesisch-ukrainischer Ingenieur-Mechaniker
- Shierholz, Heidi (* 1971), amerikanische Wirtschaftswissenschaftlerin

### Shif
- Shiferaw, Emebet (* 1973), äthiopische Mittelstreckenläuferin
- Shifeta, Pohamba (* 1968), namibischer Politiker
- Shiff, Jonathan M., australischer Fernsehproduzent und Drehbuchautor
- Shiff, Omri (* 2000), israelischer Hürdenläufer
- Shiffrin, Mikaela (* 1995), US-amerikanische SkirennläuferinMikaela Shiffrin (* 1995)

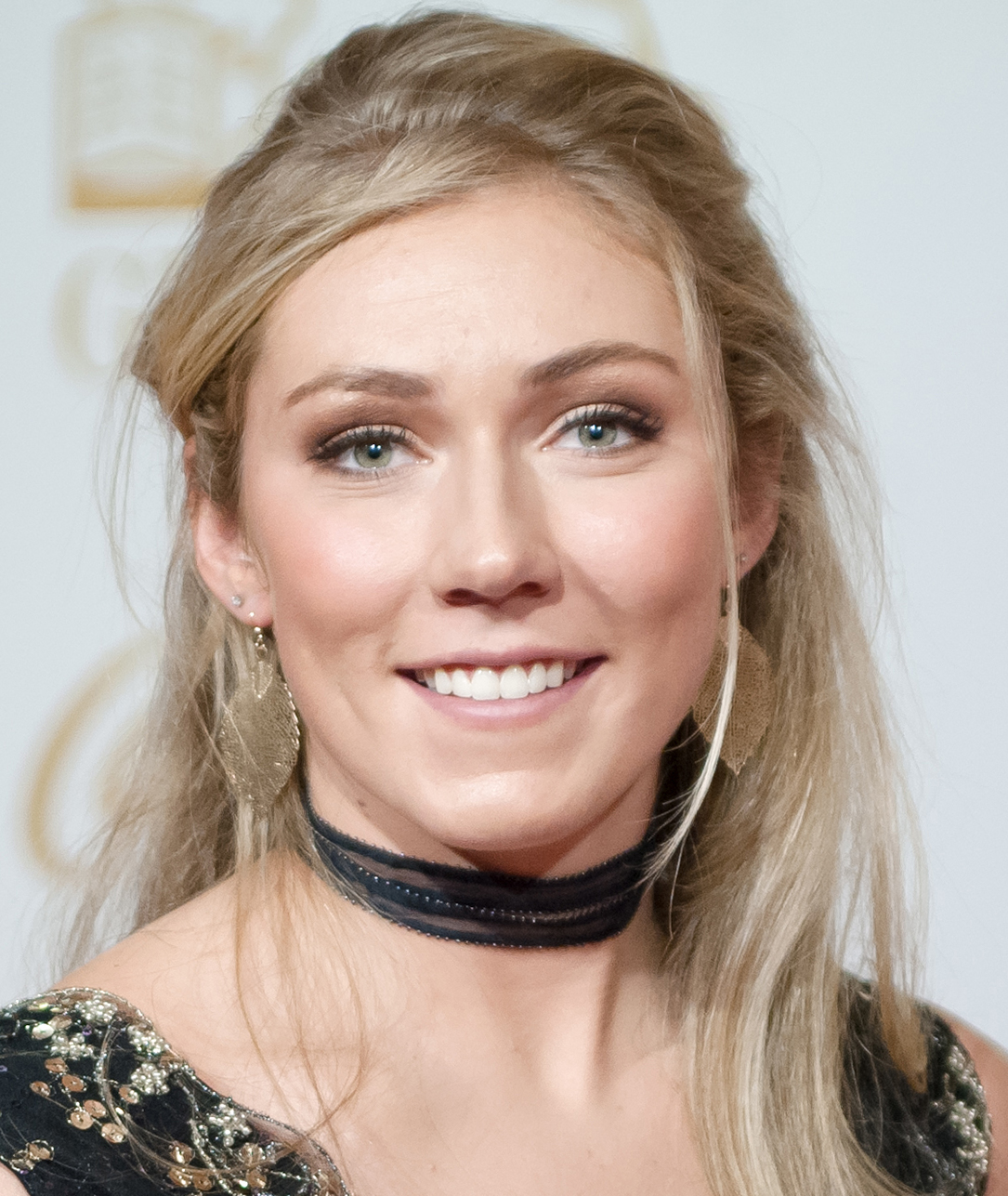
Mikaela Shiffrin (* 1995)

- Shiffrin, Richard M. (* 1942), US-amerikanischer Psychologe und Kognitionswissenschaftler
- Shiffrin, Seana (* 1969), US-amerikanische Philosophin und Rechtswissenschaftlerin
- Shiflett, Chris (* 1971), US-amerikanischer Rockmusiker
- Shifley, Ralph L. (1910–1995), US-amerikanischer Militär, Vizeadmiral der United States Navy
- Shifrin, David (* 1950), US-amerikanischer Klarinettist und Musikpädagoge

### Shig
- Shiga Naoya (1883–1971), japanischer Schriftsteller
- Shiga, Kiyoshi (1871–1957), japanischer Bakteriologe und Entdecker des Bakteriums Shigella dysenteriae
- Shiga, Mitsuko (1885–1976), japanische Schriftstellerin
- Shiga, Shigetaka (1863–1927), japanischer Geograph und Politiker
- Shiga, Taizan (1854–1934), japanischer Forstwirt
- Shiga, Yoshio (1901–1989), japanischer Politiker und Marxist
- Shigaki, Megumi (* 1974), japanische Triathletin
- Shigaraki, Takamaro (1926–2014), japanischer Interpret des Buddhismus
- Shige, Taira (* 1993), japanischer Fußballspieler
- Shige, Yumiko (1965–2018), japanische Seglerin
- Shigehara, Takehito (* 1981), japanischer Fußballspieler
- Shigehiro, Kiichi (* 1998), japanischer Shorttracker
- Shigehiro, Takuya (* 1995), japanischer Fußballspieler
- Shigematsu, Kentarō (* 1991), japanischer Fußballspieler
- Shigematsu, Morio (* 1940), japanischer Marathonläufer
- Shigematsu, Shōhei (* 1973), japanischer Architekt
- Shigematsu, Takako, japanische Mangaka
- Shigematsu, Yoshinori (1930–2018), japanischer Fußballspieler
- Shigemi, Masato (* 2001), japanischer Fußballspieler
- Shigemitsu Mamoru (1887–1957), japanischer Diplomat und PolitikerShigemitsu Mamoru (1887–1957)

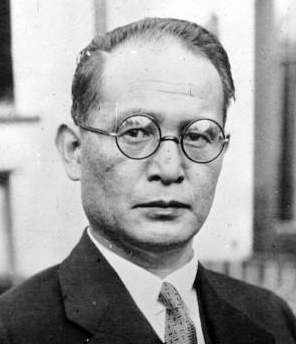
Shigemitsu Mamoru (1887–1957)

- Shigemitsu, Takaki (* 1983), japanischer Fußballspieler
- Shigeno, Misaki (* 1986), japanische Skispringerin
- Shigeno, Yasutsugu (1827–1910), japanischer Historiker und Sinologe
- Shigeno, Yuki (* 1965), japanische Go-Spielerin
- Shigenobu, Fusako (* 1945), japanische Untergrundaktivistin und Agentin des MfS, Gründerin der Untergrundorganisation Japanische Rote Armee
- Shigeta, James (1929–2014), US-amerikanischer Schauspieler
- Shigeta, Yukinori (* 1976), japanischer Fußballspieler
- Shigetomo, Risa (* 1987), japanische Marathonläuferin
- Shigeyama, Sennojō (1923–2010), japanischer Kyōgen-Schauspieler
- Shigihara, Laura, Singer und Songwriter
- Shigihara, Paul (* 1955), deutsch-japanischer Gitarrist
- Shigo, Alex (1930–2006), US-amerikanischer Forstwissenschaftler
- Shigure, Ui, japanische Mangaka, Illustratorin, Charakterdesignerin und virtuelle Webvideoproduzentin

### Shih
- Shih (* 1950), taiwanischer Komponist
- Shih, Connie, kanadische Pianistin und Hochschullehrerin
- Shih, Hsin-yuan (* 2000), taiwanische Tennisspielerin
- Shih, Hsio Wen, chinesischer Jazzkritiker und Architekt
- Shih, Joseph (1926–2021), chinesischer Jesuit und Hochschullehrer an der Päpstlichen Universität Gregoriana
- Shih, Kien (1913–2009), chinesischer Schauspieler des Hongkong-Films
- Shih, Michael, US-amerikanischer Geiger und Musikpädagoge
- Shih, Ming-teh (1941–2024), taiwanischer Politiker und Bürgerrechtler
- Shih, Stan (* 1944), taiwanischer Unternehmer, Gründer und Vorstandsvorsitzender (CEO) der Acer-Gruppe
- Shiha, Jana (* 2001), ägyptische Squashspielerin
- Shihab, Sahib (1925–1989), amerikanischer Jazzmusiker
- Shihabi, Dina (* 1989), saudi-arabisch-palästinensische Schauspielerin
- Shihabi, Samir S. (1925–2010), saudi-arabischer Diplomat
- Shihomi, Etsuko (* 1955), japanische Schauspielerin und Sängerin
- Shihora, Sanjay (* 1967), deutsch-indischer Comedian

### Shii
- Shii, Kazuo (* 1954), japanischer Politiker
- Shiihara, Takuya (* 1980), japanischer Fußballspieler
- Shiihashi, Keiya (* 1997), japanischer Fußballspieler
- Shiimi, Iipumbu (* 1970), namibischer Minister
- Shiina, Eihi (* 1976), japanische SchauspielerinEihi Shiina (* 1976)

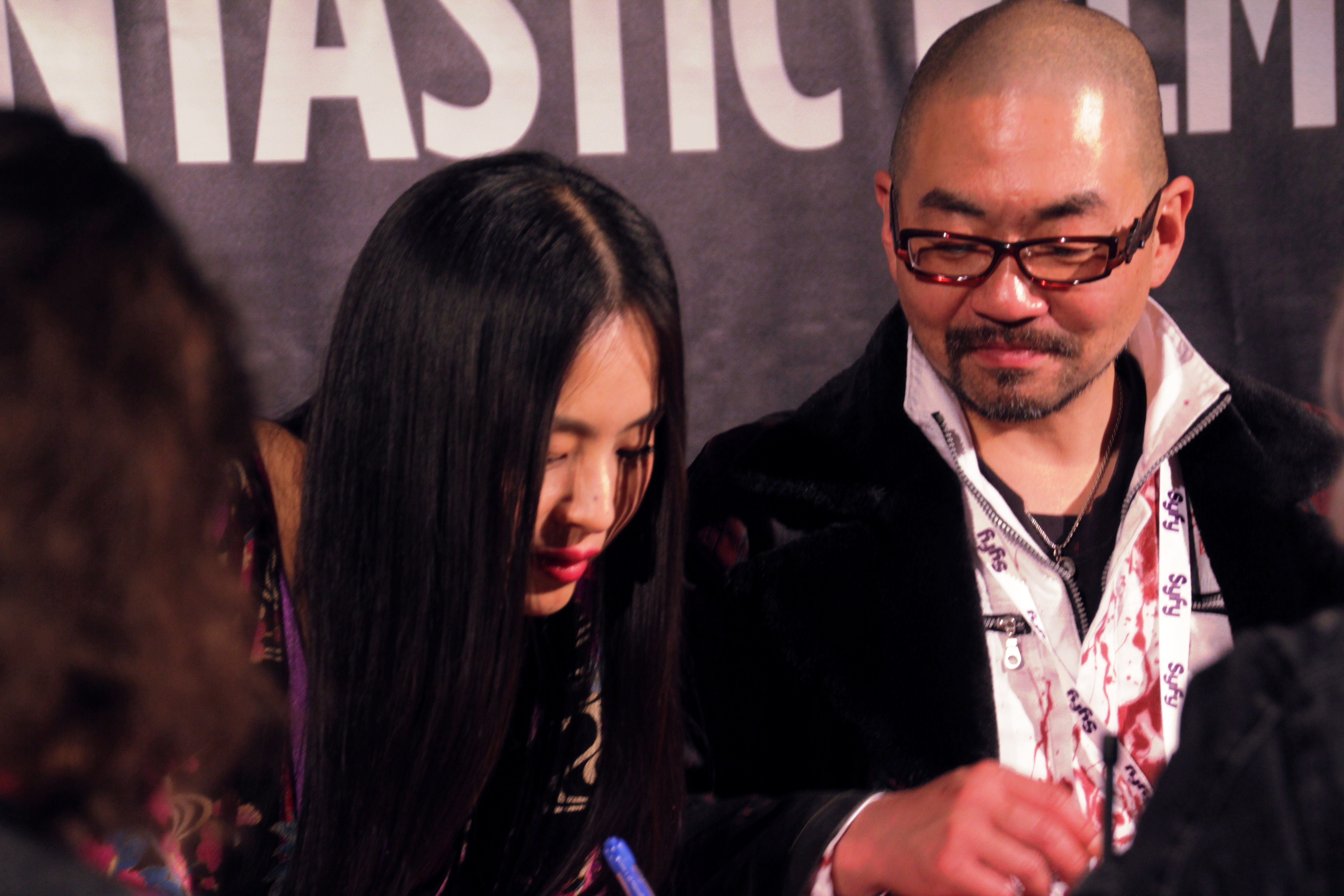
Eihi Shiina (* 1976)

- Shiina, Etsusaburō (1898–1979), japanischer Politiker
- Shiina, Kazuma (* 1986), japanischer Fußballspieler
- Shiina, Makoto (* 1944), japanischer Schriftsteller und Essayist
- Shiina, Nobuyuki (* 1991), japanischer Fußballspieler
- Shiina, Rinzō (1911–1973), japanischer Schriftsteller
- Shiina, Takeo (1929–2023), japanischer Unternehmer
- Shiina, Yutaka (* 1964), japanischer Jazzmusiker (Piano, Komposition)
- Shiizuka, Akira (* 1935), japanischer Kameramann

### Shij
- Shija, Matthew (1924–2015), tansanischer Geistlicher und römisch-katholischer Bischof von Kahama
- Shijaku, Sali (1933–2022), albanischer Maler
- Shiji, Tatsuya (* 1938), japanischer Fußballspieler
- Shijō (1231–1242), 87. Tennō von Japan

### Shik
- Shikabala (* 1986), ägyptischer Fußballspieler
- Shikama, Yūki (* 1997), japanischer Fußballspieler
- Shikanda, Jacinter (* 1986), kenianische Sprinterin
- Shikano, Buzaemon (1649–1699), japanischer Erzählmeister
- Shikano, Shuhei (* 1999), japanischer Fußballspieler
- Shikano, Susumu (* 1971), japanischer Politologe und Hochschullehrer
- Shikapwasha, Ronnie (1947–2024), sambischer Politiker und Pastor, ehemaliger Innenminister von Sambia
- Shikata, Hiromasa, japanischer Spieleentwickler
- Shikata, Nao (* 1979), japanische Fußballspielerin
- Shikayama, Takuma (* 1996), japanischer Fußballspieler
- Shikhoni, Fadi Khan, syrischer Straßenradrennfahrer
- Shiki no Miko († 716), japanischer Prinz
- Shiki, Satoshi (* 1970), japanischer Mangaka
- Shikida, Takayoshi (* 1977), japanischer Fußballspieler
- Shikine, Takahiro (* 1997), japanischer Florettfechter
- Shikishi († 1201), japanische Dichterin und Bhikkhuni
- Shikitei, Samba (1776–1822), japanischer Schriftsteller
- Shikongo, Ananias (* 1986), namibischer Läufer und paralympischer Athlet
- Shikongo, Chelsi (* 1997), namibisches Model
- Shikongo, Joseph Shimweelao (* 1964), namibischer Polizeikommandeur
- Shikongo, Joseph Shipandeni (* 1948), namibischer römisch-katholischer Ordensgeistlicher und Apostolischer Vikar von Rundu
- Shikongo, Matheus (1950–2021), namibischer Politiker (SWAPO)
- Shikoyi, Aberdeen (1985–2012), kenianische Rugbyspielerin
- Shikune, Getahun Fanta (* 1973), äthiopischer römisch-katholischer Ordensgeistlicher, Apostolischer Vikar von Nekemte
- Shikwati, James (* 1970), kenianischer Ökonom

### Shil
- Shilansky, Dov (1924–2010), israelischer Politiker
- Shilcock, Anne (1932–2019), britische Tennisspielerin
- Shiley, Jean (1911–1998), US-amerikanische Hochspringerin
- Shilimela, Sem (* 1991), namibischer Ringer
- Shilkret, Nathaniel (1889–1982), US-amerikanischer Musiker, Komponist, Dirigent und Musikproduzent
- Shilla, Illiasu (* 1982), ghanaischer Fußballspieler
- Shiller, Robert J. (* 1946), US-amerikanischer Wirtschaftswissenschaftler
- Shilling, Beatrice (1909–1990), britische Luftfahrtingenieurin, Motorradrennfahrerin und Sportwagenrennfahrerin
- Shilo, Sara (* 1958), israelische Autorin
- Shilo, Shmuel (1929–2011), israelischer Schauspieler und Regisseur
- Shiloach, Josef (1941–2011), israelischer Schauspieler
- Shilowa, Mbhazima (* 1958), südafrikanischer Politiker
- Shils, Edward (1910–1995), US-amerikanischer Soziologe, Übersetzer und Hochschullehrer
- Shilton, Peter (* 1949), englischer FußballtorhüterPeter Shilton (* 1949)

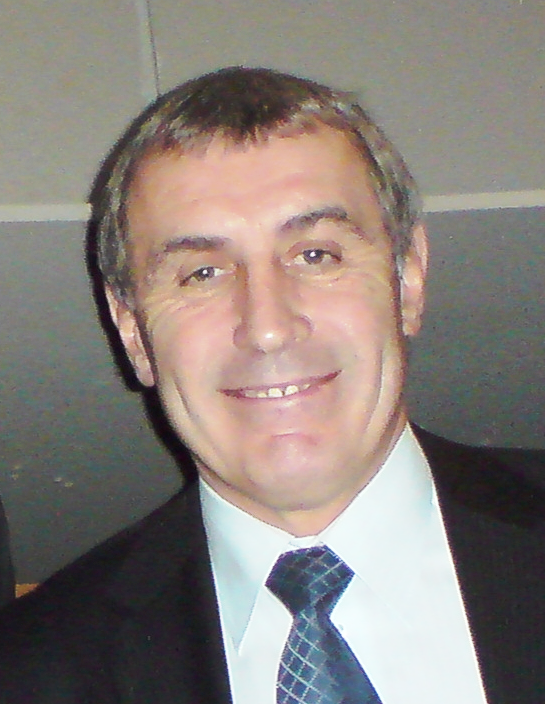
Peter Shilton (* 1949)

- Shilts, Randy (1951–1994), US-amerikanischer Journalist und Schriftsteller

### Shim
- Shim, Ashleigh (* 1993), jamaikanisch-kaimanische Fußballspielerin
- Shim, Cathy (* 1980), US-amerikanische Schauspielerin südkoreanischer Abstammung
- Shim, Eui-sik (* 1969), koreanischer Eishockeyspieler und -trainer
- Shim, Eun-jung (* 1971), südkoreanische Badmintonspielerin
- Shim, Eun-kyung (* 1994), südkoreanische Schauspielerin
- Shim, Jae-chul (* 1958), südkoreanischer Politiker
- Shim, Jung-sub (* 1991), südkoreanischer Leichtathlet
- Shim, Kunsu (* 1958), südkoreanisch-deutscher zeitgenössischer Komponist
- Shim, Mark (* 1973), jamaikanischer Jazz-Saxophonist
- Shim, Meleana (* 1991), US-amerikanische Fußballspielerin
- Shim, Seo-yeon (* 1989), südkoreanische Fußballspielerin
- Shim, Serena (1985–2014), amerikanische Journalistin
- Shim, Suk-hee (* 1997), südkoreanische Shorttrackerin
- Shima Kiyohide (1878–1973), Vizeadmiral der Kaiserlich Japanischen Marine
- Shima, Hideo (1901–1998), japanischer Eisenbahningenieu
- Shima, Hiroo (* 1963), japanischer Skispringer
- Shima, Masatoshi (* 1943), japanischer Computeringenieur
- Shima, Takumi (* 1967), japanischer Fußballspieler
- Shima, Yurika (* 1998), japanische Geigerin
- Shima, Yuriko, japanische Fußballspielerin
- Shimabuku, Kazuyoshi (* 1999), japanischer Fußballspieler
- Shimabukuro, Jake (* 1976), hawaiischer UkulelespielerJake Shimabukuro (* 1976)

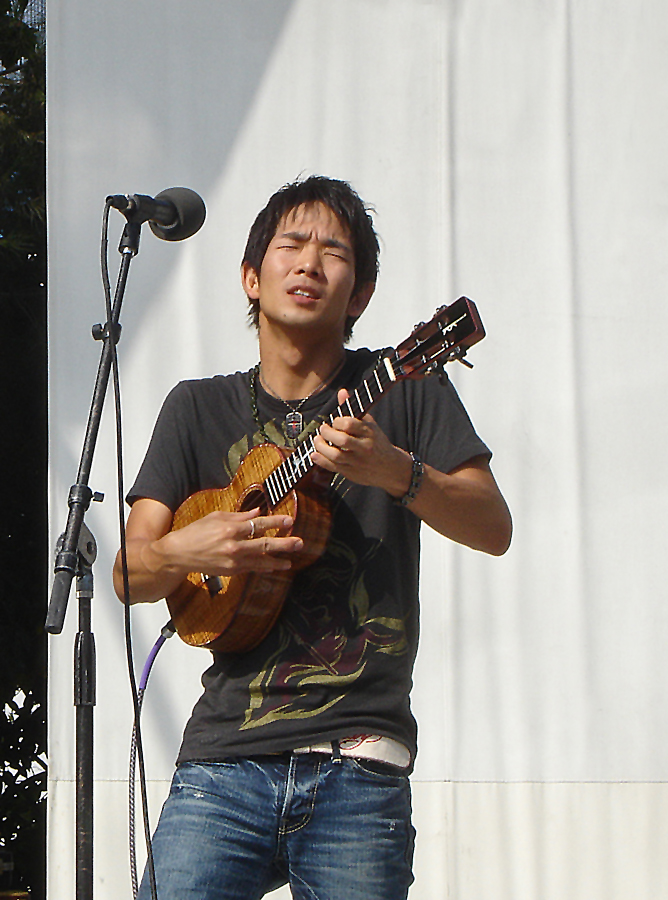
Jake Shimabukuro (* 1976)

- Shimabukuro, Shinsuke (* 1983), japanischer Fußballspieler
- Shimabukuro, Shō (* 1997), japanischer Tennisspieler
- Shimabukuro, Zenryō (1909–1969), japanischer Karateka, Gründer des Seibukan Karate Dojo
- Shimada Shigetarō (1883–1976), japanischer Admiral und Politiker, Kommandeur der Kaiserlich Japanischen Marine
- Shimada, Bokusen (1867–1943), japanischer Maler der Nihonga-Richtung
- Shimada, Izumi (* 1948), japanischer Anthropologe und Archäologe
- Shimada, Junko (* 1941), japanische Mode-Designerin
- Shimada, Koshiro (* 2001), japanischer Eiskunstläufer
- Shimada, Masahiko (* 1961), japanischer Schriftsteller
- Shimada, Saburō (1852–1923), japanischer Journalist und Politiker
- Shimada, Seijirō (1899–1930), japanischer Schriftsteller der Taishō-Zeit
- Shimada, Shintarō (* 1995), japanischer Fußballspieler
- Shimada, Shōgo (* 1979), japanischer Fußballspieler
- Shimada, Shōzō (1933–2016), japanischer Maler und Holzschnittkünstler im Yōga-Stil
- Shimada, Shūsuke (* 1976), japanischer Fußballspieler
- Shimada, Takahiro (* 1965), japanischer Fußballspieler
- Shimada, Takumi (* 1996), japanischer Fußballspieler
- Shimada, Thomas (* 1975), japanischer Tennisspieler
- Shimada, Yōko (1953–2022), japanische FilmschauspielerinYōko Shimada (1953–2022)

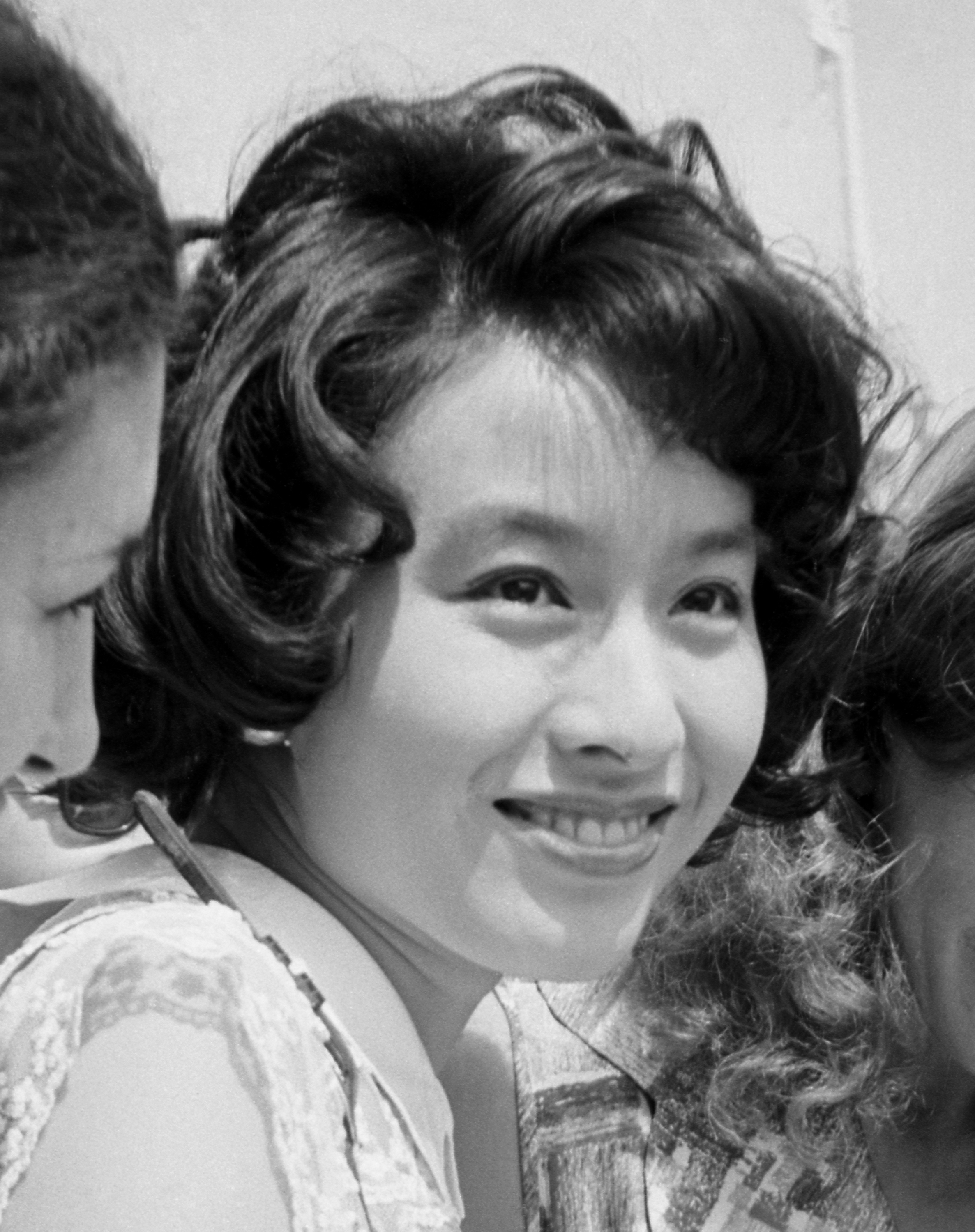
Yōko Shimada (1953–2022)

- Shimada, Yoshiaki (* 1989), japanischer Straßenradrennfahrer
- Shimada, Yūki (* 1986), japanischer Fußballspieler
- Shimada, Yūsuke (* 1982), japanischer Fußballspieler
- Shimada, Yuzuru (* 1990), japanischer Fußballspieler
- Shimahara, Kiyoko (* 1976), japanische Marathonläuferin
- Shimai, Sōshitsu (1539–1615), japanischer Händler und Teemeister
- Shimaji, Mokurai (1838–1911), japanischer buddhistischer Priester
- Shimajiri, Aiko (* 1965), japanische Politikerin
- Shimakawa, Toshio (* 1990), japanischer Fußballspieler
- Shimaki, Akahiko (1876–1926), japanischer Tanka-Poet
- Shimaki, Kensaku (1903–1945), japanischer Schriftsteller
- Shimamoto, Francis Xavier Kaname (1932–2002), japanischer Geistlicher, Erzbischof von Nagasaki
- Shimamoto, Rio (* 1983), japanische Schriftstellerin
- Shimamoto, Shōzō (1928–2013), japanischer Maler und Performancekünstler
- Shimamoto, Yudai (* 2006), japanischer Fußballspieler
- Shimamura, Hayao (1858–1923), japanischer Großadmiral
- Shimamura, Hōgetsu (1871–1918), japanischer Schriftsteller, Literaturwissenschaftler und -kritiker
- Shimamura, Kenta (* 1969), japanischer Autorennfahrer
- Shimamura, Masashi (* 1971), japanischer Fußballspieler
- Shimamura, Minao (1904–1978), japanischer Maler im Yōga-Stil
- Shimamura, Shun’ichi (1862–1923), japanischer Neurologe
- Shimamura, Takuya (* 1999), japanischer Fußballspieler
- Shimamura, Toshimasa (1912–1981), japanischer Schriftsteller

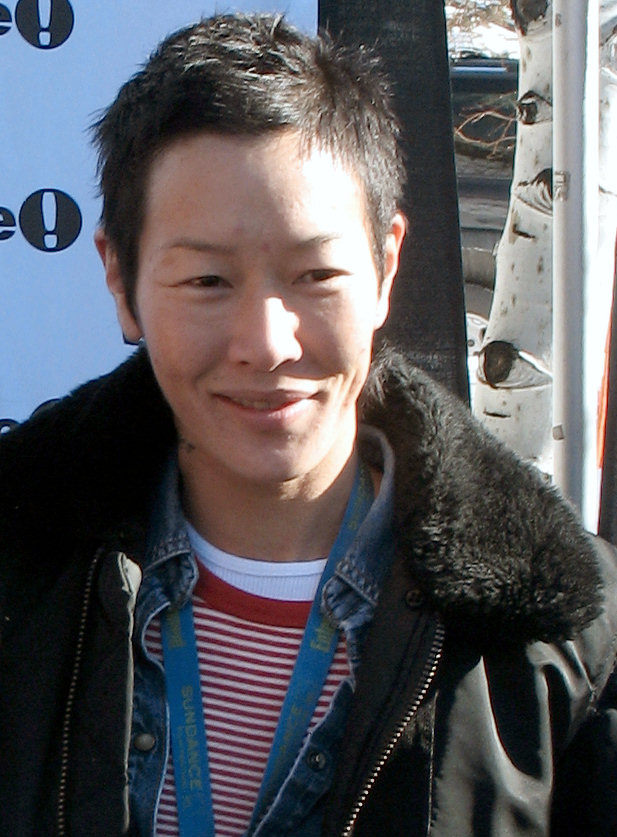
Jenny Shimizu (* 1967)

- Shimamura, Tsuyoshi (* 1985), japanischer Fußballspieler
- Shimanaka, Yūsaku (1887–1949), japanischer Verleger
- Shimangus, Yidnekachew (* 1978), eritreischer Fußballspieler
- Shimanuki, Jun (* 1988), japanischer Fußballspieler
- Shimao, Toshio (1917–1986), japanischer Schriftsteller
- Shimaoka, Kenta (* 1973), japanischer Fußballspieler
- Shimaoka, Tatsuzō (1919–2007), japanischer Kunsthandwerker und lebender Nationalschatz
- Shimasaki, Yū (* 1985), japanischer Fußballspieler
- Shimatani, Hitomi (* 1980), japanische J-Pop-Sängerin
- Shimatani, Seishirō (1938–2001), japanischer Fußballspieler und -trainer
- Shimaya, Yatsunori (* 1989), japanischer Fußballspieler
- Shimazaki, Aki (* 1954), japanische Autorin, in Kanada lebend und in Französisch schreibend
- Shimazaki, Kyōhei (* 1991), japanischer Fußballspieler
- Shimazaki, Nobunaga (* 1988), japanischer Synchronsprecher (Seiyū)
- Shimazaki, Tōson (1872–1943), japanischer Schriftsteller der Meiji- und frühen Showa-Zeit
- Shimazono, Junjirō (1877–1937), japanischer Mediziner
- Shimazu, Genzō (1869–1951), japanischer
- Shimazu, Hisamitsu (1817–1887), Samurai
- Shimazu, Nariakira (1809–1858), Daimyō von Satsuma
- Shimazu, Raisei (* 1999), japanischer Fußballspieler
- Shimazu, Takako (* 1939), japanische Adelige, Schwester von Akihito, dem Kaiser von JapanTakako Shimazu (* 1939)

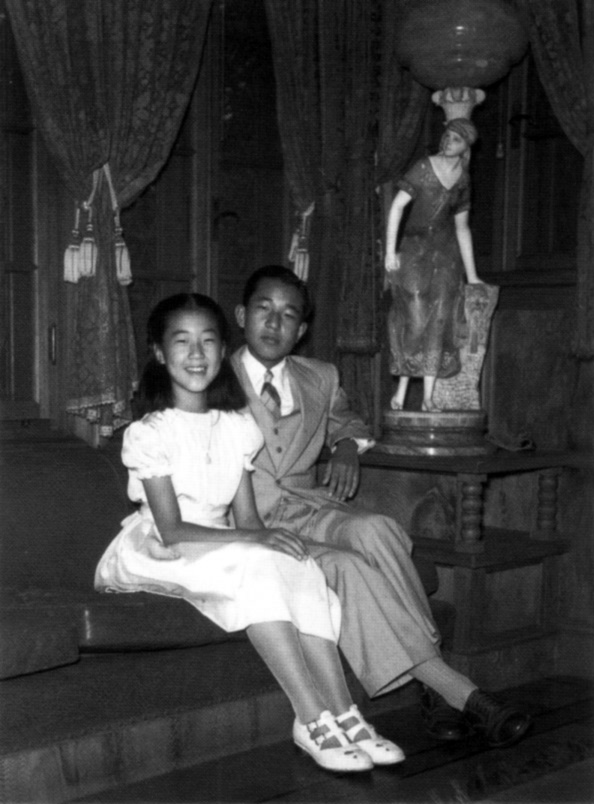
Takako Shimazu (* 1939)

- Shimazu, Torashi (* 1978), japanischer Fußballspieler
- Shimazu, Yasujirō (1897–1945), japanischer Filmregisseur
- Shimazu, Yoshihiro (1535–1619), japanischer Feldherr
- Shimbō, Akiyuki (* 1961), japanischer Anime-Regisseur
- Shimbo, Kaili (* 2002), japanischer Fußballspieler
- Shimelis, Mola (* 1982), äthiopischer Marathonläufer
- Shimell, William (* 1952), britischer Opernsänger (Bariton) und Filmschauspieler
- Shimer, Brian (* 1962), US-amerikanischer Bobfahrer
- Shimerman, Armin (* 1949), US-amerikanischer Schauspieler
- Shimizu Hiroshi (1903–1966), japanischer Regisseur
- Shimizu, Aguri (* 1992), japanischer Nordischer Kombinierer
- Shimizu, Aki, japanische Mangaka
- Shimizu, Alex, US-amerikanischer Schauspieler und Tänzer
- Shimizu, Ayano (* 1998), japanische Tennisspielerin
- Shimizu, Eri (* 1998), japanische Tennisspielerin
- Shimizu, Fumitake (* 1968), japanischer Badmintonspieler
- Shimizu, Hamaomi (1776–1824), japanischer Dichter und Gelehrter
- Shimizu, Hide Hyodo (1908–1999), kanadische Pädagogin und Aktivistin
- Shimizu, Hidehiko (* 1954), japanischer Fußballspieler
- Shimizu, Hikaru (* 1996), japanischer Fußballspieler
- Shimizu, Hiroshi (* 1947), japanischer Autokonstrukteur und Hochschullehrer
- Shimizu, Hiroyasu (* 1974), japanischer Eisschnellläufer
- Shimizu, Jenny (* 1967), US-amerikanisches ModelJenny Shimizu (* 1967)
- Shimizu, Jun (* 1985), japanischer Fußballspieler
- Shimizu, Kaori (* 1983), japanische Synchronsprecherin (Seiyū) und Sängerin
- Shimizu, Kazumasa (* 1976), japanischer Fußballspieler
- Shimizu, Kazuo (* 1975), japanischer Fußballspieler
- Shimizu, Keiki (* 1985), japanischer Fußballspieler
- Shimizu, Keisuke (* 1988), japanischer Fußballspieler
- Shimizu, Ken (* 1979), japanischer PornodarstellerKen Shimizu (* 1979)

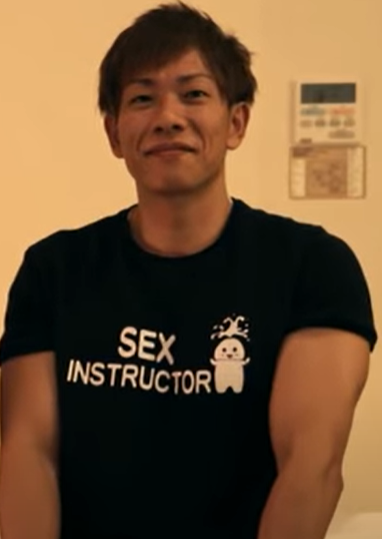
Ken Shimizu (* 1979)

- Shimizu, Kenji (* 1940), japanischer Aikido-Lehrer und Judoka
- Shimizu, Kenta (* 1981), japanischer Fußballspieler
- Shimizu, Kinjirō, japanischer Fußballspieler
- Shimizu, Kiyou (* 1993), japanische Karateka
- Shimizu, Kōhei (* 1989), japanischer Skilangläufer
- Shimizu, Kōhei (* 1989), japanischer Fußballspieler
- Shimizu, Kōji (* 1969), japanischer Marathonläufer
- Shimizu, Kōya (* 1982), japanischer Fußballspieler
- Shimizu, Kurumi, japanische Jazzmusikerin (Piano)
- Shimizu, Maho, japanische Fußballspielerin
- Shimizu, Maki (* 1981), japanische bildende Künstlerin, Graphic Novel Autorin und Illustratorin
- Shimizu, Masataka (* 1944), japanischer Manager
- Shimizu, Misa (* 1970), japanische Schauspielerin
- Shimizu, Miyataka (* 1981), japanischer Radrennfahrer
- Shimizu, Muneharu (1537–1582), japanischer Militärbefehlshaber
- Shimizu, Naoemon (1901–1945), japanischer Fußballspieler
- Shimizu, Norihisa (* 1976), japanischer Fußballspieler
- Shimizu, Osamu (1911–1986), japanischer Komponist
- Shimizu, Rai (* 1999), japanischer Fußballspieler
- Shimizu, Reiko (* 1963), japanische Manga-Zeichnerin
- Shimizu, Reruhi (* 1993), japanischer Skispringer
- Shimizu, Risa (* 1996), japanische Fußballspielerin
- Shimizu, Ryūzō (* 1902), japanischer Fußballspieler
- Shimizu, Sadao, japanischer Skispringer
- Shimizu, Sara (* 2009), japanische Snowboarderin
- Shimizu, Satoshi (* 1986), japanischer Boxer
- Shimizu, Sayuri (* 1989), japanische Shorttrackerin
- Shimizu, Shikin (1868–1933), japanische Schriftstellerin und Essayistin
- Shimizu, Shintarō (* 1992), japanischer Fußballspieler
- Shimizu, Takafumi (* 1992), japanischer Fußballspieler
- Shimizu, Takao (* 1947), japanischer Biochemiker
- Shimizu, Takao (* 1965), japanischer Spieleentwickler
- Shimizu, Takashi (1897–1981), japanischer Bildhauer
- Shimizu, Takashi (* 1972), japanischer Filmproduzent, Autor, Regisseur
- Shimizu, Takeshi (* 1975), japanischer Fußballspieler
- Shimizu, Tatsuhide (* 1996), japanischer Fußballspieler
- Shimizu, Tatsujirō (1897–1992), japanischer Mathematiker
- Shimizu, Tetsurō (* 1988), japanischer Curler
- Shimizu, Tomonobu (* 1981), japanischer Boxer und Politiker
- Shimizu, Toshi (1887–1945), japanischer Maler
- Shimizu, Yasuaki, japanischer Jazzmusiker
- Shimizu, Yasuhiro (* 1958), japanischer Eisschnellläufer
- Shimizu, Yoshisada (* 1943), japanischer Astronom
- Shimizu, Yoshiyuki (* 1969), japanischer Eisschnellläufer
- Shimizu, Yūko (* 1946), japanische Designerin und Schöpfer von Hello Kitty
- Shimizu, Yusuke (* 2001), japanischer Fußballspieler
- Shimizu, Yūta (* 1999), japanischer Tennisspieler
- Shimizu, Zenzō (1891–1977), japanischer Tennisspieler
- Shimizudani, Kinnaru (1845–1882), japanischer Vertreter des Hofadels
- Shimket, Yenenesh (* 2007), äthiopische Langstreckenläuferin
- Shimkus, Joanna (* 1943), kanadische Schauspielerin
- Shimkus, John (* 1958), US-amerikanischer Politiker
- Shiml (* 1984), deutscher RapperShiml (* 1984)

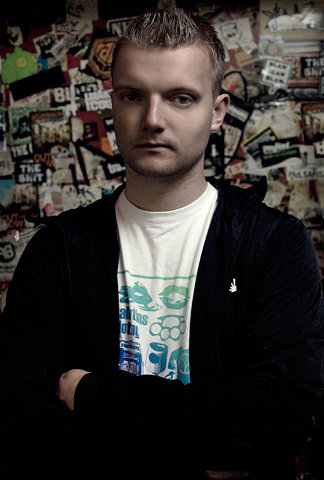
Shiml (* 1984)

- Shimmei, Masamichi (1898–1984), japanischer Soziologe
- Shimmura, Izuru (1876–1967), japanischer Linguist
- Shimmura, Jumpei (* 1988), japanischer Fußballspieler
- ShimmyMC (* 1993), deutscher Rapper
- Shimmyō, Masahiro (* 1972), japanischer Fußballspieler
- Shimmyo, Ryuta (* 2004), japanischer Fußballspieler
- Shimoda, Akifumi (* 1984), japanischer Boxer im Superbantamgewicht
- Shimoda, Hayanari (* 1984), japanischer Autorennfahrer
- Shimoda, Hokuto (* 1991), japanischer Fußballspieler
- Shimoda, Kōhei (* 1989), japanischer Fußballspieler
- Shimoda, Masahiro (* 1967), japanischer Fußballspieler
- Shimoda, Takashi (* 1975), japanischer Fußballspieler
- Shimoda, Takesō (1907–1995), japanischer Beamter und Diplomat
- Shimoda, Utako (1854–1936), japanische Pädagogin
- Shimoda, Yoshihiro (* 2004), japanischer Fußballspieler
- Shimodō, Ryūsei (* 1996), japanischer Fußballspieler
- Shimogami, Kazuhiro, japanischer Badmintonspieler
- Shimogasa, Miho (* 1968), japanische Animateurin
- Shimoguchi, Wakaba (* 1998), japanischer Fußballspieler
- Shimohata, Shōgo (* 1992), japanischer Fußballspieler
- Shimohira, Takumi (* 1988), japanischer Fußballspieler
- Shimoji, Mikio (* 1961), japanischer Politiker
- Shimoji, Shō (* 1985), japanischer Fußballspieler
- Shimojō, Yasumaro (1885–1966), japanischer Politiker
- Shimojō, Yoshiaki (* 1954), japanischer Fußballspieler
- Shimokawa, Haruki (* 2003), japanischer Fußballspieler
- Shimokawa, Ken’ichi (* 1970), japanischer Fußballspieler
- Shimokawa, Mikuni (* 1980), japanische Popsängerin und Songwriterin
- Shimokawa, Seigo (* 1975), japanischer Fußballspieler
- Shimokawa, Taiyō (* 2002), japanischer Fußballspieler
- Shimokawa, Yōta (* 1995), japanischer Fußballspieler
- Shimokozuru, Aya (* 1982), japanische Fußballspielerin
- Shimomoto, Kenkichi (1897–1957), japanischer Manager in Brasilien
- Shimomura, Eiji (* 1959), japanischer Volleyballspieler
- Shimomura, Hakubun (* 1954), japanischer Politiker
- Shimomura, Kanzan (1873–1930), japanischer Maler der Nihonga-Richtung
- Shimomura, Osamu (1928–2018), japanischer Biochemiker
- Shimomura, Sadamu (1887–1968), japanischer General und Politiker
- Shimomura, Tōmi (* 1980), japanisch-österreichischer Fußballspieler
- Shimomura, Yōko (* 1967), japanische Komponistin von Videospielmusik
- Shimomura, Yukio (* 1932), japanischer Fußballtorhüter
- Shimomura, Yūta (* 1990), japanischer Fußballspieler
- Shimon, Rona-Lee (* 1983), israelische Schauspielerin Model und TänzerinRona-Lee Shimon (* 1983)

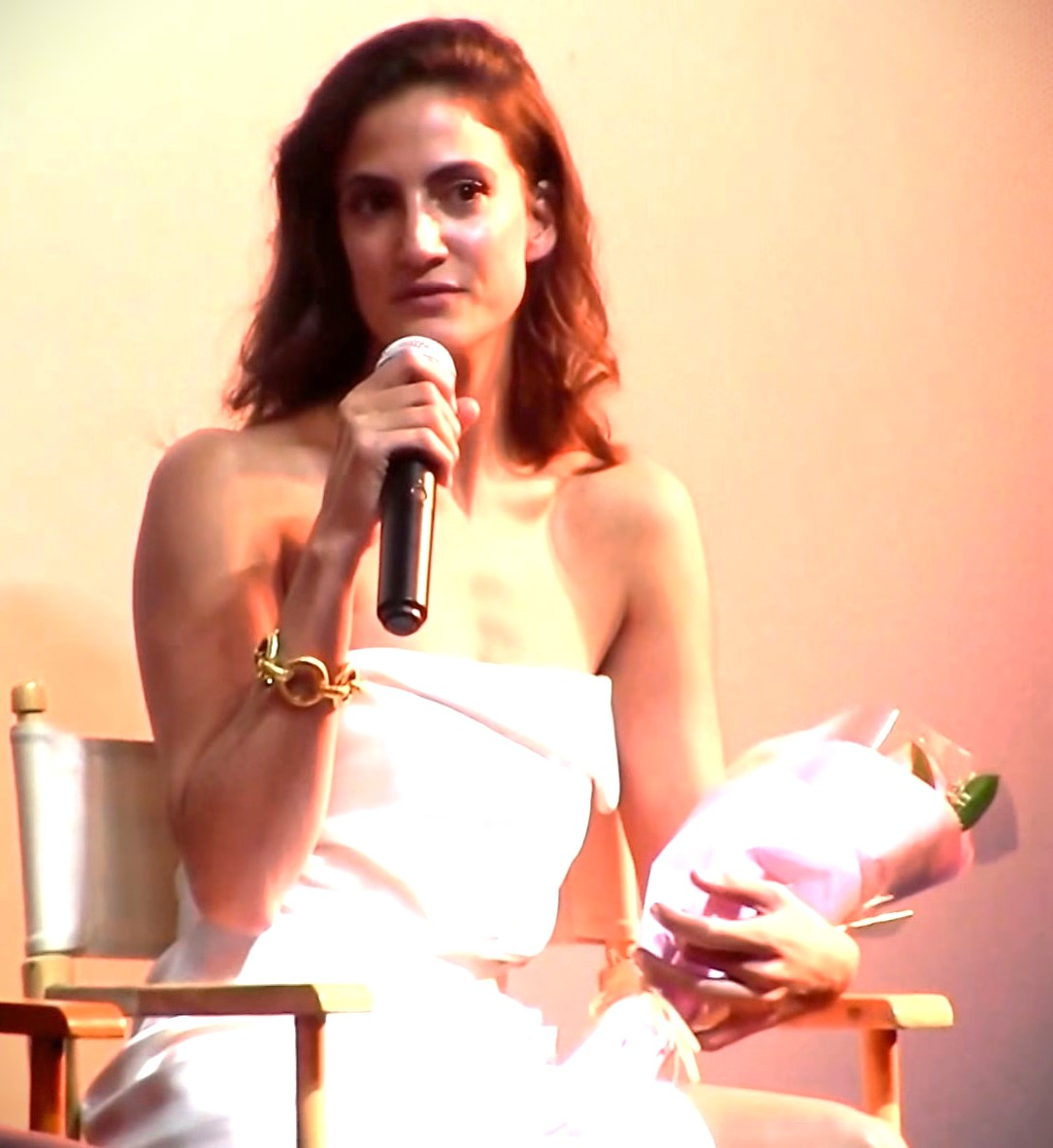
Rona-Lee Shimon (* 1983)

- Shimonaka, Yasaburō (1878–1961), japanischer Verleger
- Shimonaya, Abraham († 1915), Bischof der autokephalen ostsyrischen „Kirche des Ostens“ und der Chaldäisch-katholischen Kirche
- Shimoni, David (1891–1956), hebräischer Dichter
- Shimoni, Yaacov (1915–1996), israelischer Diplomat und Politikwissenschaftler
- Shimono, Hiro (* 1980), japanischer Synchronsprecher und Sänger
- Shimono, Sab (* 1943), US-amerikanischer Schauspieler
- Shimony, Abner (1928–2015), US-amerikanischer Physiker und Wissenschaftsphilosoph
- Shimooka, Renjō (1823–1914), japanischer Fotograf
- Shimooka, Sea (* 1995), US-amerikanische Schauspielerin, Regisseurin und Drehbuchautorin
- Shimosaka, Kōki (* 1993), japanischer Fußballspieler
- Shimose, Masachika (1860–1911), japanischer Chemiker
- Shimoshi, Ryūji (* 1985), japanischer Fußballspieler
- Shimotaira, Takahiro (* 1971), japanischer Fußballspieler
- Shimotani, Chihiro (* 1934), japanischer Maler und Bildhauer
- Shimoyama, Kenrō (* 1982), japanischer Freestyle-Skier
- Shimozaki, Aya (* 1988), japanische Badmintonspielerin
- Shimozawa, Kan (1892–1968), japanischer Schriftsteller
- Shimozawa, Yūta (* 1997), japanischer Fußballspieler
- Shimun XII. Yoalaha († 1662), Patriarch der Chaldäisch-katholischen Kirche (Babylon)
- Shimun XIII. Dinkha, Katholikos-Patriarch chaldäisch-katholischen Kirche
- Shimun XVII. Abraham, Katholikos-Patriarch der autokephalen ostsyrischen „Kirche des Ostens“
- Shimun XX. († 1903), Katholikos-Patriarch der autokephalen ostsyrischen „Kirche des Ostens“
- Shimun XXI. (1887–1918), Katholikos-Patriarch der autokephalen ostsyrischen „Kirche des Ostens“
- Shimun XXII. (1885–1920), Katholikos-Patriarch der autokephalen ostsyrischen „Kirche des Ostens“
- Shimun XXIII. (1908–1975), Katholikos-Patriarch der ostsyrischen autokephalen „Kirche des Ostens“
- Shimura, Fukumi (* 1924), japanische Färberin, Kunsthandwerkerin und lebender Nationalschatz
- Shimura, Gorō (1930–2019), US-amerikanischer Mathematiker japanischer Herkunft
- Shimura, Hitomi (* 1990), japanische Hürdenläuferin
- Shimura, Ken (1950–2020), japanischer Komiker und Schauspieler
- Shimura, Kō (* 1996), japanischer Fußballspieler
- Shimura, Naoki (* 1941), japanischer Skispringer
- Shimura, Noboru (* 1993), japanischer Fußballspieler
- Shimura, Shunta (* 1997), japanischer Fußballspieler
- Shimura, Takako (* 1973), japanische Mangaka
- Shimura, Takashi (1905–1982), japanischer SchauspielerTakashi Shimura (1905–1982)

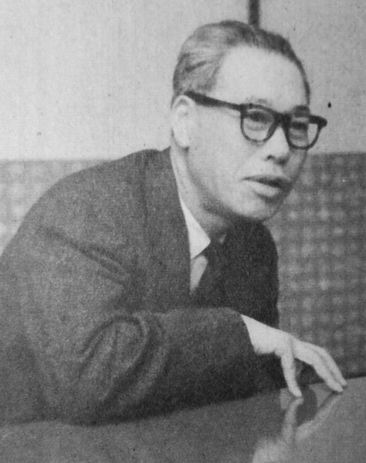
Takashi Shimura (1905–1982)

- Shimura, Yoshio (* 1940), japanischer Radrennfahrer

### Shin
- Shin Terai, japanischer Musiker
- Shin Yu-bin (* 2004), südkoreanische Tischtennisspielerin
- Shin, A-lam (* 1986), südkoreanische Degenfechterin
- Shin, Agrippina (* 1958), usbekische Politikerin
- Shin, Baek-cheol (* 1989), südkoreanischer Badmintonspieler
- Shin, Bong-shik (* 1992), südkoreanischer Snowboarder
- Shin, Boo-young (* 1944), südkoreanischer Taekwondo-Sportler und -Trainer
- Shin, Bora (* 1987), südkoreanische Komikerin
- Shin, Byung-kook (* 1978), südkoreanischer Biathlet
- Shin, Chae-ho (1880–1936), koreanischer Historiker, Unabhängigkeitsaktivist und Anarchist
- Shin, Da-hae (* 1988), südkoreanische Snowboarderin
- Shin, Dam-yeong (* 1993), südkoreanische Fußballspielerin
- Shin, Dong-hyuk (* 1982), koreanischer Menschenrechtsaktivist und BestsellerautorShin Dong-hyuk (* 1982)

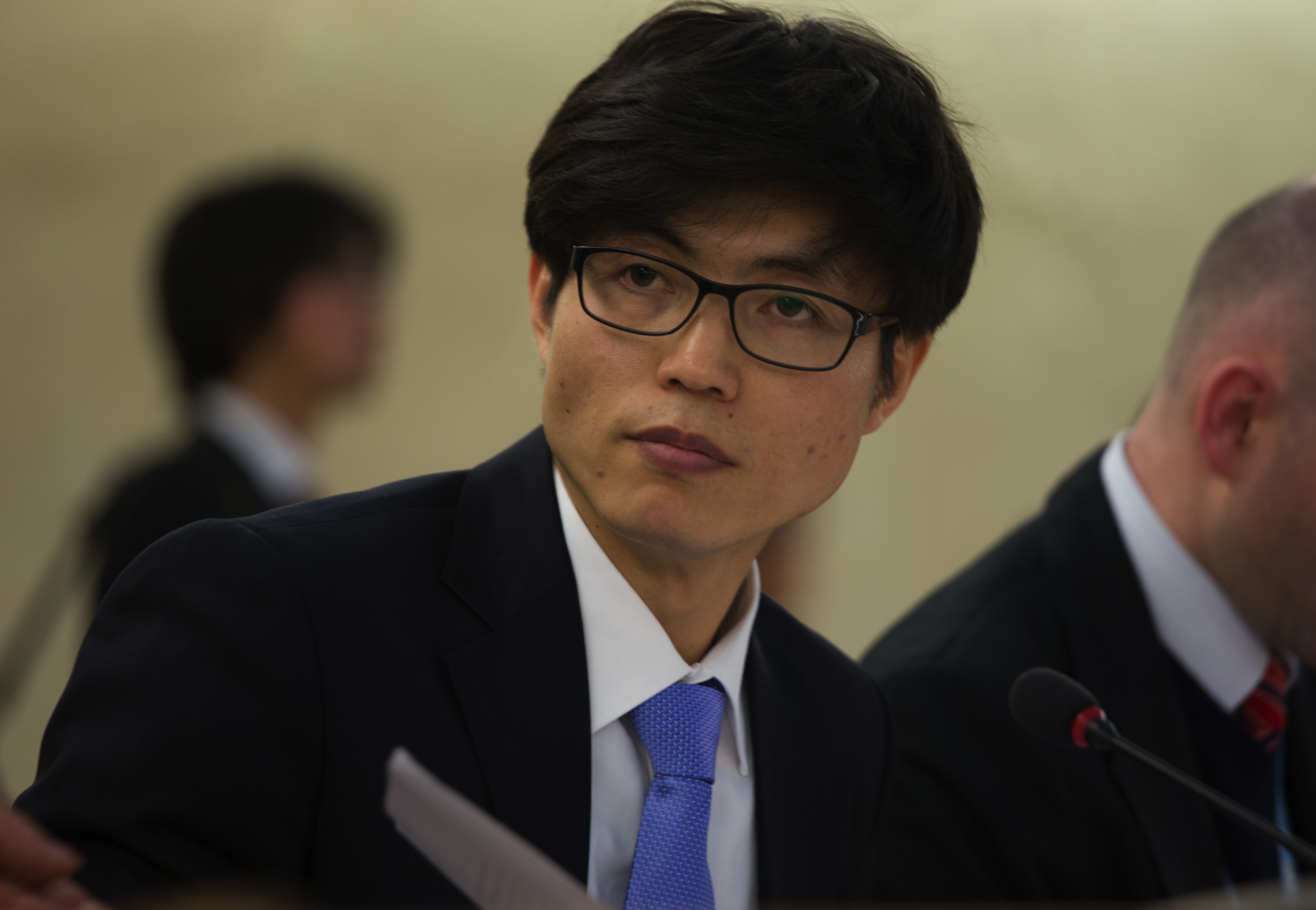
Shin Dong-hyuk (* 1982)

- Shin, Dong-hyun (* 1990), südkoreanischer Bahn- und Straßenradrennfahrer
- Shin, Dong-min (* 2005), südkoreanischer Shorttracker
- Shin, Doo-sun (* 1976), südkoreanischer Skilangläufer
- Shin, Eun-kyung (* 1973), südkoreanische Schauspielerin
- Shin, Eun-soo (* 2002), südkoreanische Schauspielerin

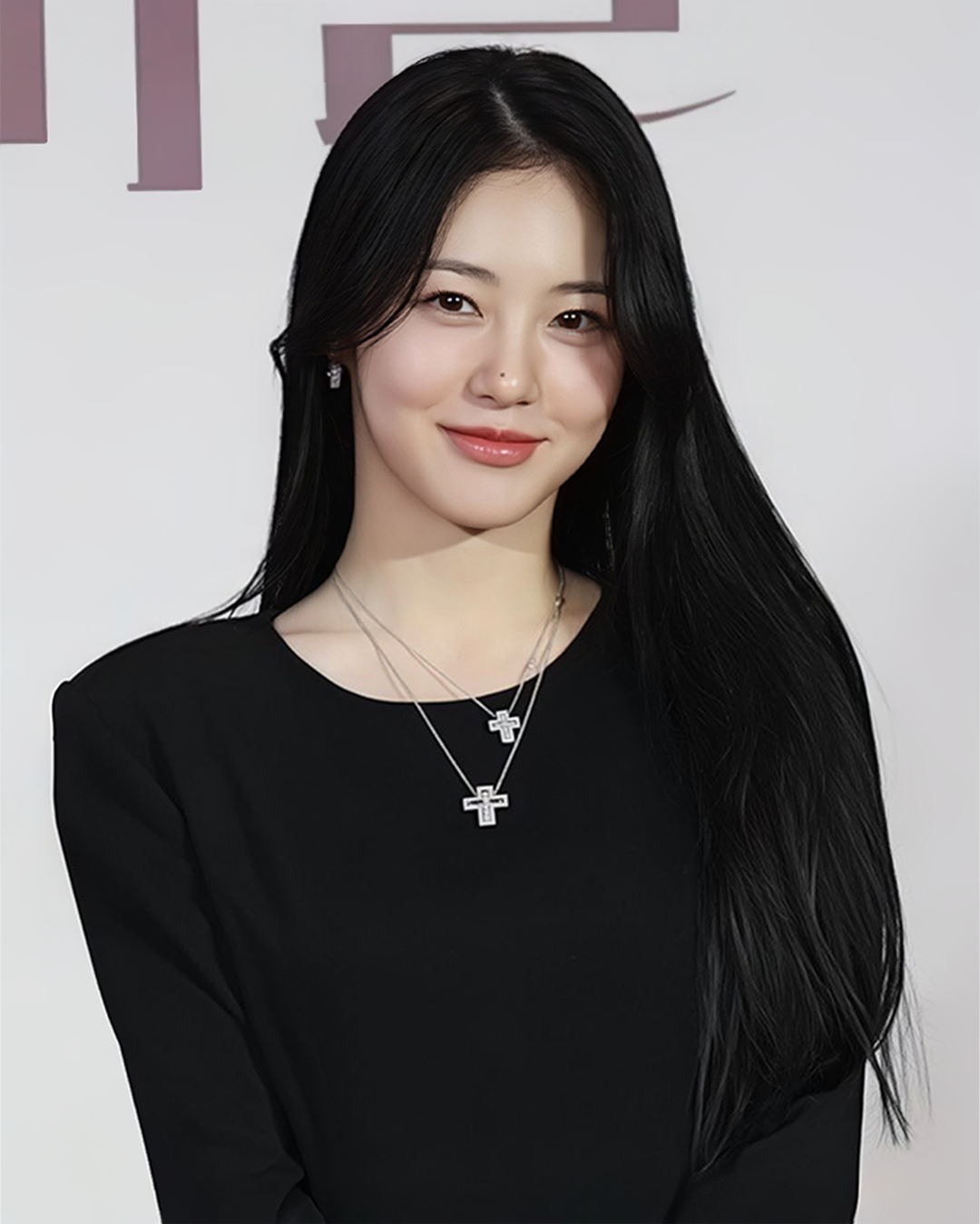
Shin Ye-eun (* 1998)

- Shin, Ha-kyun (* 1974), südkoreanischer Schauspieler
- Shin, Hi-sup (* 1964), südkoreanischer Boxer im Fliegengewicht
- Shin, Hong-gi (* 1968), südkoreanischer Fußballspieler
- Shin, Hye-jin (* 1995), Sängerin und Influencerin
- Shin, Hye-sun (* 1989), südkoreanische Schauspielerin
- Shin, Hyeon-hwak (1920–2007), südkoreanischer Politiker, Premierminister und Manager bei Samsung
- Shin, Hyun-been (* 1986), südkoreanische Schauspielerin
- Shin, Hyung-jun (* 1990), südkoreanischer Eishockeyspieler
- Shin, Hyung-min (* 1986), südkoreanischer Fußballspieler
- Shin, Ik-hee (1892–1956), koreanischer Politiker
- Shin, Il-su (* 1994), südkoreanischer Fußballspieler
- Shin, Ja-young (* 1971), südkoreanische Badmintonspielerin
- Shin, Jae-chul (1936–2012), US-amerikanischer Großmeister des Tang Soo Do
- Shin, Jea-hwan (* 1998), südkoreanischer Turner
- Shin, Ji-ho (* 2002), südkoreanische Tennisspielerin
- Shin, Jin-seo (* 2000), südkoreanischer Go-Spieler
- Shin, Jong-hun (* 1989), südkoreanischer Boxer
- Shin, Joon-sup (* 1963), südkoreanischer Boxer
- Shin, Kim-dan (* 1938), nordkoreanische Leichtathletin
- Shin, Kōhei (* 1995), japanischer Fußballspieler
- Shin, Kyong-nim (1936–2024), südkoreanischer Lyriker
- Shin, Kyuk-ho (1921–2020), südkoreanischer Unternehmer
- Shin, Man-Taek (* 1959), südkoreanischer Diplomat und Soldat
- Shin, Min-kyu (* 2000), südkoreanischer Sprinter
- Shin, Mina (* 1984), südkoreanische SchauspielerinShin Mina (* 1984)

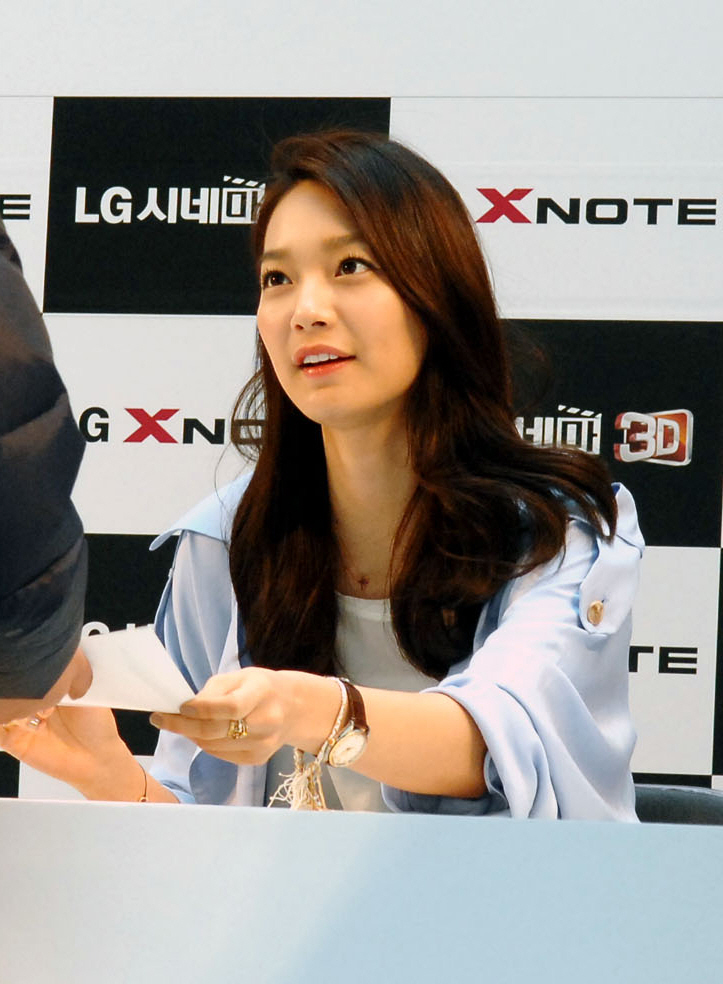
Shin Mina (* 1984)

- Shin, Nelson (* 1939), südkoreanischer Animator
- Shin, Peter, US-amerikanischer Regisseur und Produzent
- Shin, Sae-bom (* 1992), südkoreanische Shorttrackerin
- Shin, Saimdang (1504–1551), koreanische Malerin, Kalligrafin und Dichterin, Idealbild einer guten Mutter und Ehefrau
- Shin, Sang-hoon (* 1993), südkoreanischer Eishockeyspieler
- Shin, Sang-min (* 1986), südkoreanischer Mittelstreckenläufer
- Shin, Sang-ok (1926–2006), südkoreanischer Filmproduzent und -regisseur
- Shin, Sang-woo (* 1987), südkoreanischer Eishockeyspieler
- Shin, Se-kyung (* 1990), südkoreanische Schauspielerin
- Shin, Seung-chan (* 1994), südkoreanische Badmintonspielerin
- Shin, So-jung (* 1990), südkoreanische Eishockeytorhüterin
- Shin, So-mang (* 1993), südkoreanische Mittelstreckenläuferin
- Shin, Suk-ja (1942–2008), südkoreanische Gefangene in einem nordkoreanischen Internierungslager
- Shin, Suk-ju (1417–1475), koreanischer Politiker, Maler und Philosoph
- Shin, Sun-Joo, koreanisch-amerikanische Philosophin
- Shin, Tae-yong (* 1970), südkoreanischer Fußballspieler und -trainer
- Shin, Won-ho (* 2001), südkoreanischer Fußballspieler
- Shin, Ye-eun (* 1998), südkoreanische SchauspielerinShin Ye-eun (* 1998)
- Shin, Yong-mok (* 1974), südkoreanischer Schriftsteller
- Shin, Young-rok (* 1987), südkoreanischer Fußballspieler
- Shin, Yu-jin (* 2002), südkoreanische Diskuswerferin
- Shin, Yung-kyoo (1942–1996), nordkoreanischer Fußballspieler
- Shin, Yūtarō (* 1990), japanischer Fußballspieler
- Shinada, Manato (* 1999), japanischer Fußballspieler
- Shinagawa, Yajirō (1843–1900), japanischer Politiker
- Shinas, Sofia (* 1968), kanadische Sängerin, Schauspielerin
- Shinchū, Tsuyoshi (* 1986), japanischer Fußballspieler
- Shinde, Eknath (* 1964), indischer Politiker (Shiv Sena), Chief Minister von Maharashtra
- Shinde, Sushil Kumar (* 1941), indischer Politiker, Lok Sabha- und Rajya Sabha-Mitglied, Unionsminister, Chief Minister von Maharashtra und Gouverneur
- Shinde, Vasanti (* 1997), indische Tennisspielerin
- Shindell, Drew, US-amerikanischer Klimatologe und Hochschullehrer
- Shindell, Richard (* 1960), US-amerikanischer Folk-Musiker und Singer-Songwriter
- Shindō, Amane (* 2004), japanische Seiyū
- Shindō, Ban (1932–1998), japanischer Maler im Yōga-Stil
- Shindō, Kaneto (1912–2012), japanischer Filmregisseur und Drehbuchautor
- Shindō, Mami (* 1975), japanische Biathletin
- Shindō, Naomi (* 1972), japanische Synchronsprecherin (Seiyū)
- Shindō, Reimei (1897–1978), japanischer Maler der Nihonga-Richtung
- Shindō, Ryōsuke (* 1996), japanischer Fußballspieler
- Shindō, Seiji (* 1992), japanischer Fußballspieler
- Shindō, Yoshitaka (* 1958), japanischer Politiker
- Shindy (* 1988), deutscher RapperShindy (* 1988)

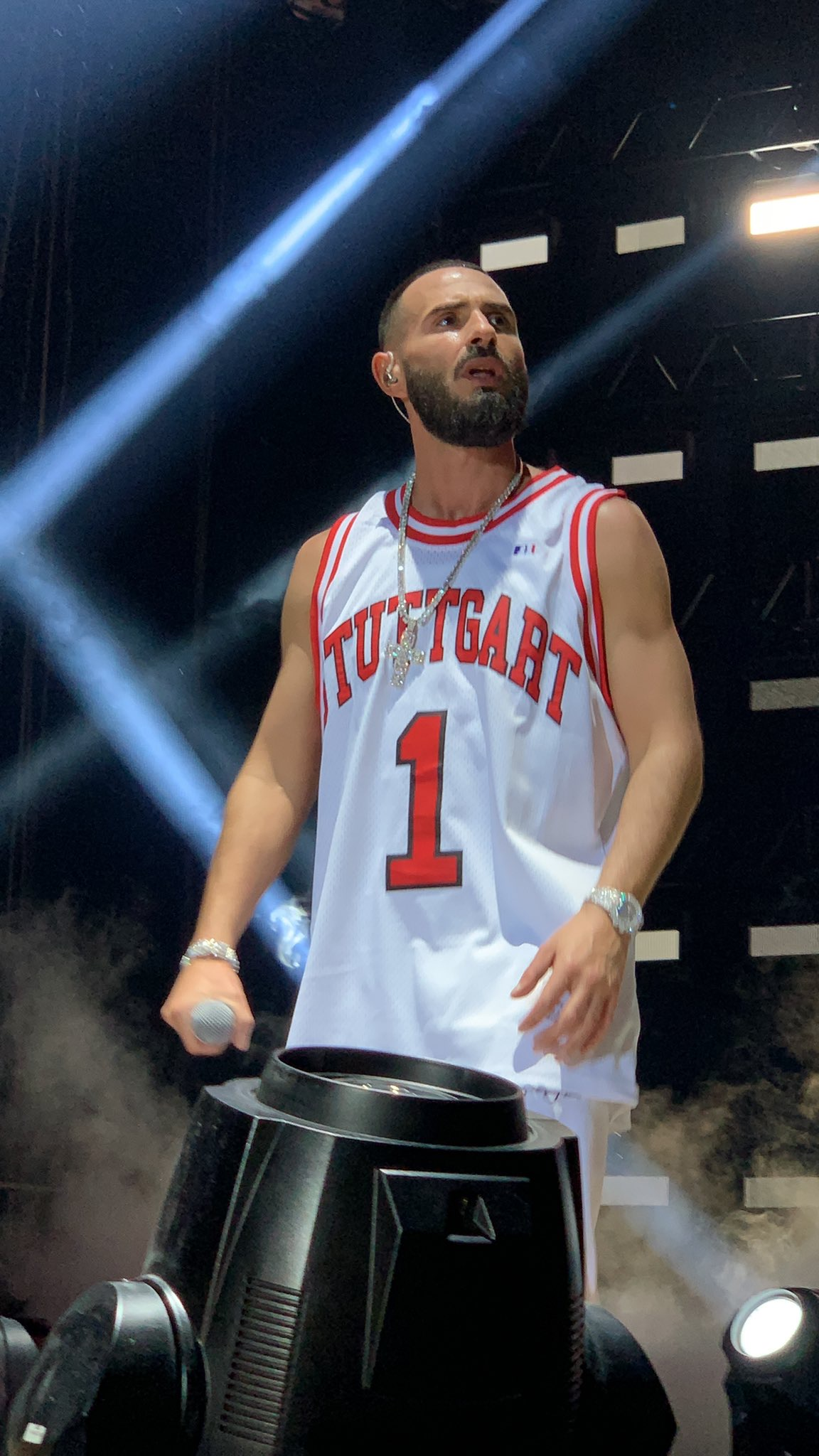
Shindy (* 1988)

- Shine, Bill (* 1963), US-amerikanischer Medienmanager, Kommunikationsdirektor des Weißen Hauses
- Shine, Black Boy, US-amerikanischer Blues-Musiker
- Shine, Keith (* 1958), englischer Meteorologe und Klimaforscher
- Shine, Marisha, ukrainische Schauspielerin
- Shine, Michael (* 1953), US-amerikanischer Hürdenläufer
- Shine, Sandra (* 1981), ungarisches Fotomodell, Pornodarstellerin und FilmregisseurinSandra Shine (* 1981)

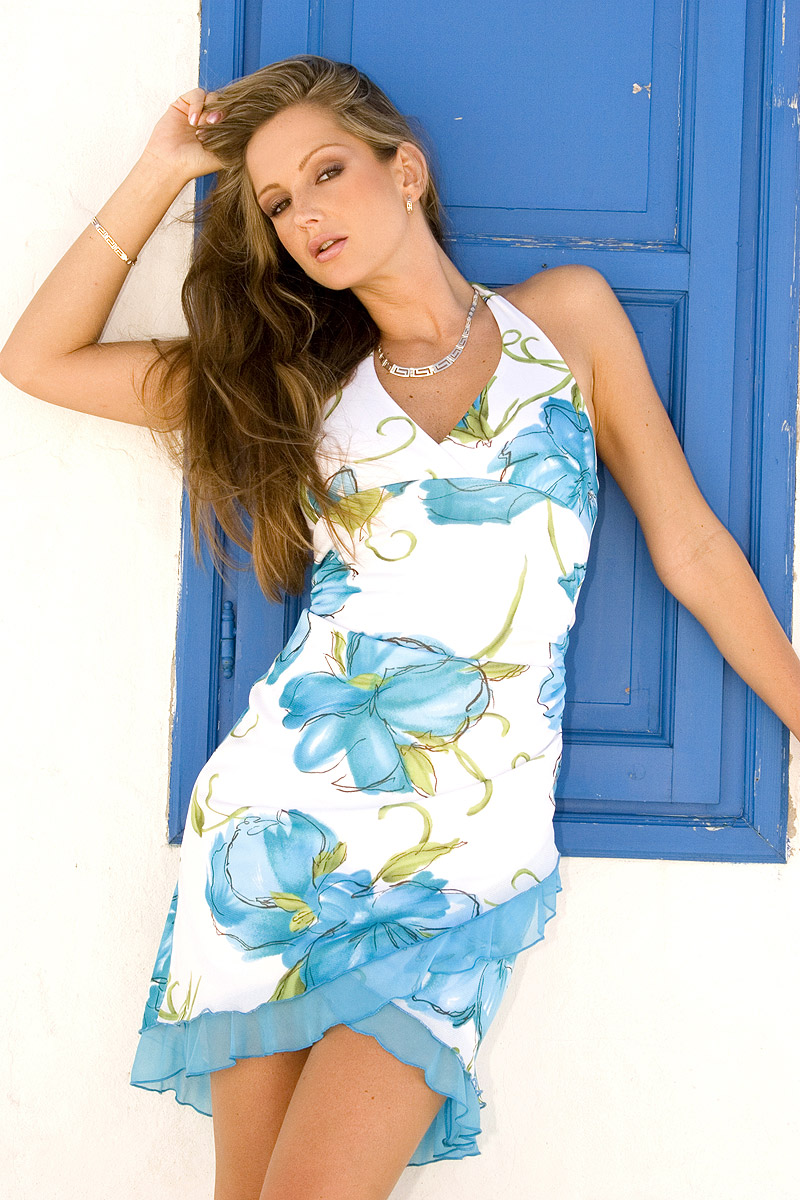
Sandra Shine (* 1981)

- Shineberg, Dorothy (1927–2004), australische Historikerin und Hochschullehrerin
- Shiner, Lewis (* 1950), amerikanischer Schriftsteller
- Shiner, Raymond († 1999), US-amerikanischer Jazzmusiker (Oboe)
- Shiner, Ronald (1903–1966), britischer Schauspieler und Bühnenregisseur
- Shines, Johnny (1915–1992), US-amerikanischer Blues-Gitarrist
- Shing, Cho Yan (* 2001), chinesische Hürdenläuferin (Hongkong)
- Shing, Yoshua (* 1993), vanuatuanischer Tischtennisspieler
- Shing02 (* 1975), japanisch-US-amerikanischer Rapper
- Shingaki, Satoshi (* 1964), japanischer Boxer im Bantamgewicht
- Shingleton, Wilfred (1914–1983), britischer Szenenbildner (Art Director und Production Designer)
- Shingō, Shigeo (1909–1990), japanischer Entwicklungsingenieur bei Toyota
- Shingū, Miho (* 1991), japanische Sprinterin
- Shingyōji, Kazuhiko (* 1986), japanischer Fußballspieler
- Shinhama, Tatsuya (* 1996), japanischer Eisschnellläufer
- Shiningayamwe, Abisai, namibischer Fußballspieler
- Shinjō, Hiroki (* 1973), japanischer Fußballspieler
- Shinjō, Kazuma, japanischer Schriftsteller
- Shinjo, Mayu (* 1973), japanische Mangaka
- Shinkai, Kyōko (* 1942), japanische Schriftstellerin und Malerin
- Shinkai, Makoto (* 1973), japanischer Regisseur und AnimatorMakoto Shinkai (* 1973)

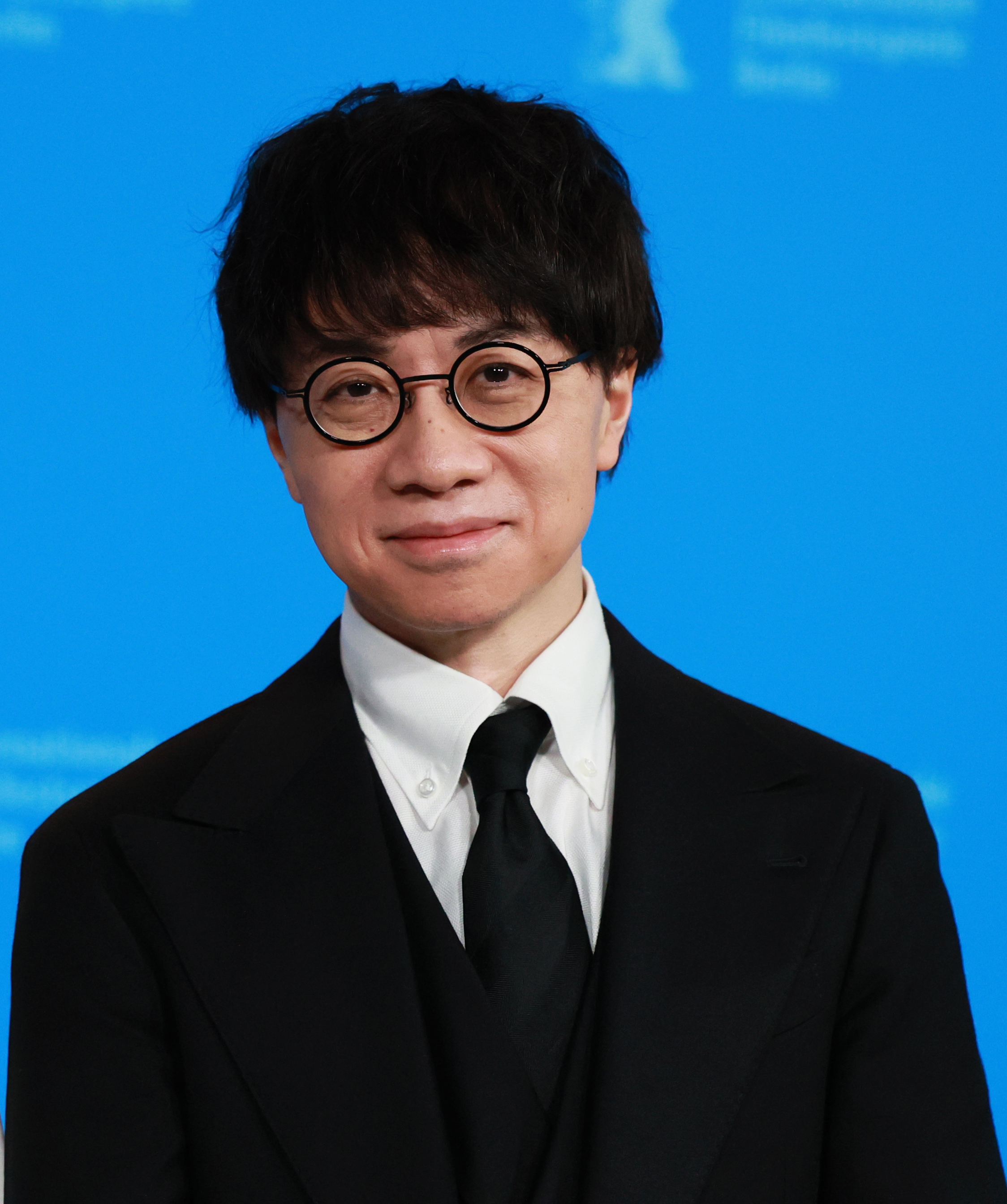
Makoto Shinkai (* 1973)

- Shinkai, Mami (* 1985), japanische Ringerin
- Shinkai, Seiji (* 1944), japanischer Chemiker
- Shinkai, Taketarō (1868–1927), japanischer Bildhauer
- Shinkai, Takezō (1897–1968), japanischer Bildhauer
- Shinkai, Yūsuke (* 1982), japanischer Badmintonspieler
- Shinkaruk, Hunter (* 1994), kanadischer Eishockeyspieler
- Shinkawa, Kazue (1929–2024), japanische Lyrikerin
- Shinkawa, Yōji (* 1971), japanischer Illustrator und Konzeptkünstler
- Shinkei (1406–1475), japanischer buddhistischer Geistlicher und Lyriker
- Shinkins, Karen (* 1976), irische Sprinterin
- Shinkman, William Anthony (1847–1933), US-amerikanischer Schachkomponist
- Shinkoda, Peter (* 1971), kanadischer Schauspieler
- Shinn, Everett (1876–1953), US-amerikanischer Maler
- Shinn, Florence Scovel (1871–1940), US-amerikanische Illustratorin und christliche SchriftstellerinFlorence Scovel Shinn (1871–1940)

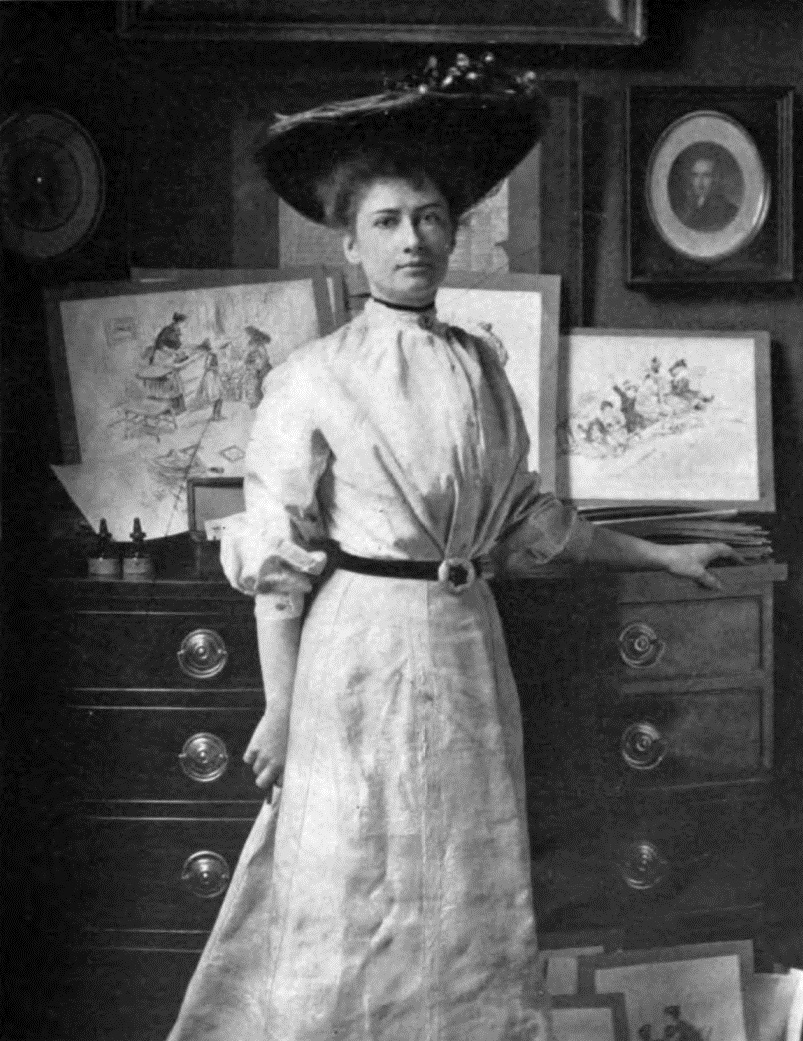
Florence Scovel Shinn (1871–1940)

- Shinn, Milicent (1858–1940), US-amerikanische Psychologin
- Shinn, Sharon (* 1957), US-amerikanische Schriftstellerin im Science-Fiction- und Fantasy-Genre
- Shinn, William Norton (1782–1871), US-amerikanischer Politiker
- Shinnabe, Risa (* 1990), japanische Volleyballspielerin
- Shinnaphat Leeaoh (* 1997), thailändischer Fußballspieler
- Shinnar, Felix Elieser (1905–1985), israelischer Jurist und Diplomat
- Shinneman, Leonice, US-amerikanischer Perkussionist
- Shinnie, Graeme (* 1991), schottischer Fußballspieler
- Shinnimin, Brendan (* 1991), kanadischer Eishockeyspieler
- Shinno, Tomohiro (* 1996), japanischer Hochspringer
- Shinoda, Hajime (1927–1989), japanischer Literaturkritiker und Übersetzer
- Shinoda, Ken’ichi (* 1942), sechster und derzeitiger Bandenchef der Yamaguchi-gumi
- Shinoda, Masahiro (1931–2025), japanischer Regisseur und Drehbuchautor
- Shinoda, Mike (* 1977), US-amerikanischer Musiker und MusikproduzentMike Shinoda (* 1977)

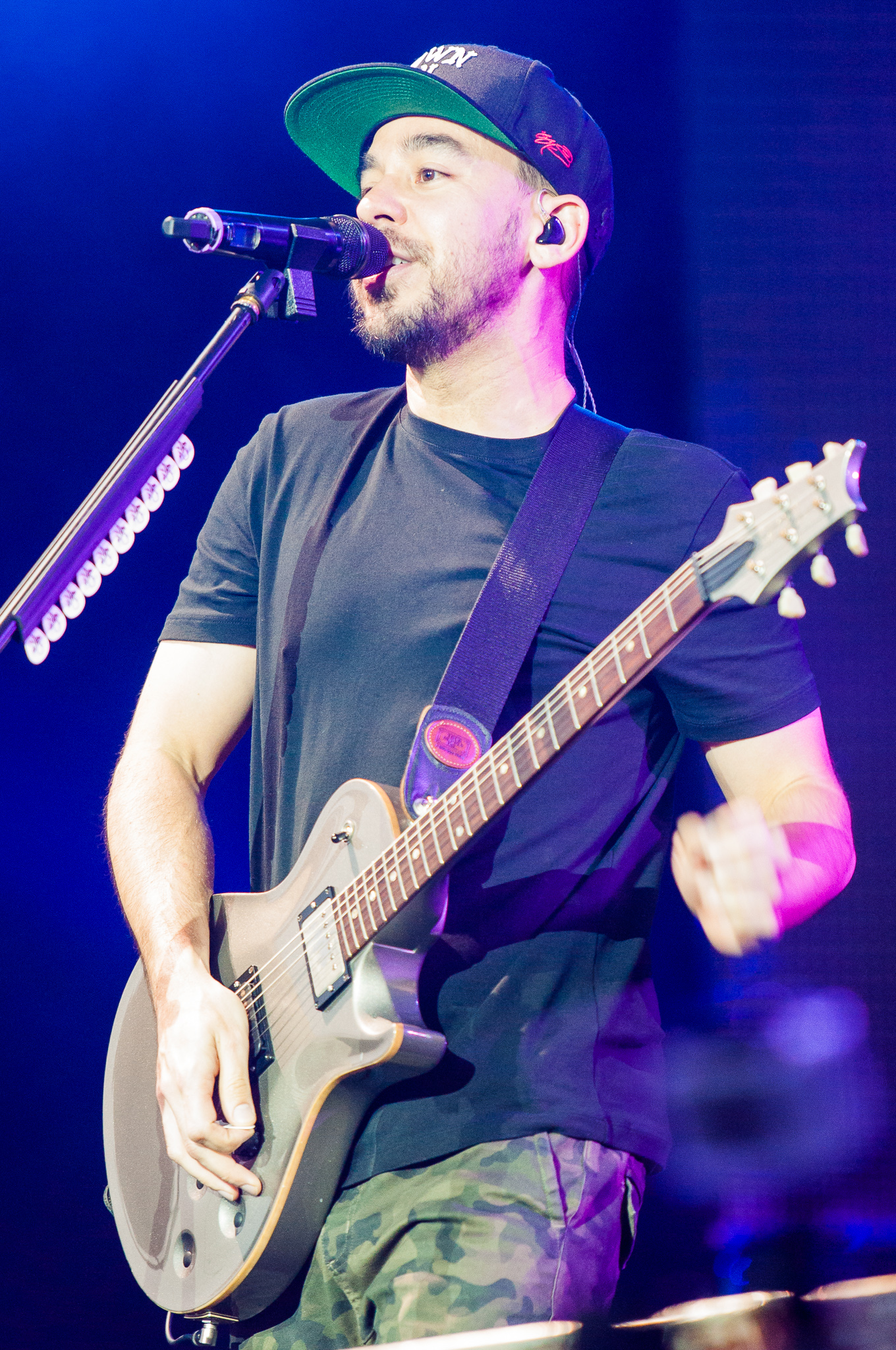
Mike Shinoda (* 1977)

- Shinoda, Noboru (1952–2004), japanischer Kameramann
- Shinoda, Setsuko (* 1955), japanische Schriftstellerin
- Shinoda, Tōkō (1913–2021), japanische Künstlerin
- Shinoda, Yoshiyuki (* 1971), japanischer Fußballspieler
- Shinohara, Chie, japanische Manga-Zeichnerin
- Shinohara, Hirohito (* 1993), japanischer Fußballspieler
- Shinohara, Kazuo (1925–2006), japanischer Architekt
- Shinohara, Kōjirō (* 1991), japanischer Fußballspieler
- Shinohara, Kōta (* 1984), japanischer Eishockeyspieler
- Shinohara, Makoto (1931–2024), japanischer Komponist und Musikpädagoge
- Shinohara, Masahito (* 1961), japanischer Eisschnellläufer
- Shinohara, Miyohei (1919–2012), japanischer Wirtschaftswissenschaftler
- Shinohara, Ryōko (* 1973), japanische Schauspielerin und Sängerin
- Shinohara, Shinichi (* 1973), japanischer Judoka
- Shinohara, Tomoya (* 1999), japanischer Fußballspieler
- Shinojima, Hideo (1910–1975), japanischer Fußballspieler
- Shinomaki, Masatoshi (* 1946), japanischer Judoka
- Shinosaki, Saburō, japanischer Fußballspieler
- Shinoto, Maria, deutsche Japanarchäologin
- Shinoya, Naru (* 1994), japanische Badmintonspielerin
- Shinoyama, Kishin (1940–2024), japanischer Fotograf
- Shinozaki, Gene (* 1991), japanisch-amerikanischer Beatboxer, Webvideoproduzent, Singer-Songwriter, Straßenperformer, Multiinstrumentalist und Musikproduzent
- Shinozaki, Terukazu (* 1998), japanischer Fußballspieler
- Shinozuka Yoshio (1884–1945), japanischer Offizier, Generalleutnant der Kaiserlich-Japanischen Armee
- Shinozuka Yoshio (1923–2014), japanischer Kriegsverbrecher, der sich später für die Opfer einsetzte
- Shinozuka, Hiromu (* 1979), japanische Manga-Zeichnerin
- Shinozuka, Ippei (* 1995), russischer Fußballspieler
- Shinozuka, Kenjirō (1948–2024), japanischer Rallye-Fahrer
- Shinozuka, Masanobu (1930–2018), japanisch-US-amerikanischer Bauingenieur
- Shinpo, Masako (1913–1995), japanische Speerwerferin
- Shinpo, Satoshi (1941–2005), japanischer Eisschnellläufer
- Shinpo, Yūichi (* 1961), japanischer Schriftsteller
- Shinran (1173–1263), Gründer der zugehörigen Schule der Jodo Shinshu
- Shinseki, Eric (* 1942), US-amerikanischer General und PolitikerEric K. Shinseki (* 1942)

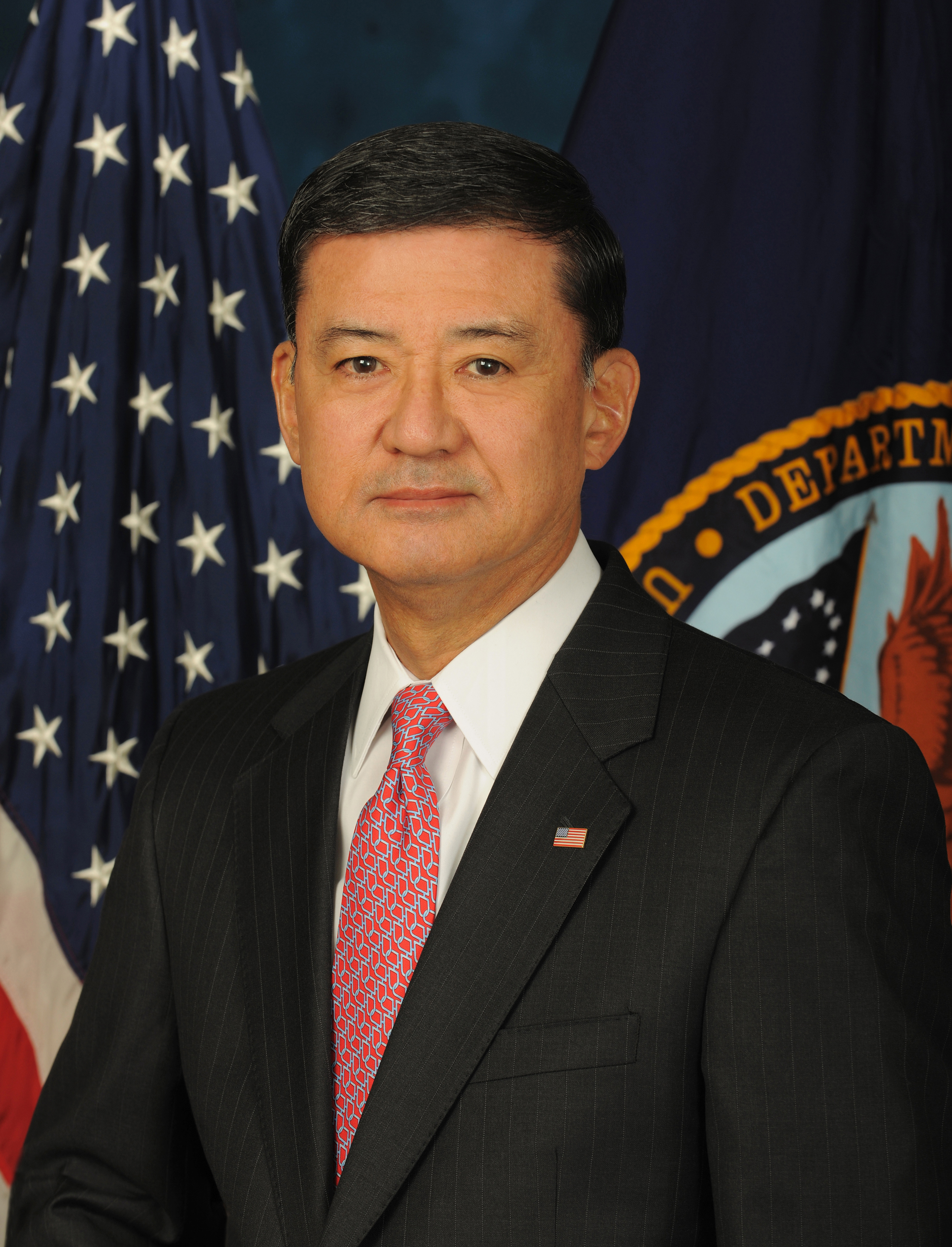
Eric K. Shinseki (* 1942)

- Shinsky, Alex (* 1993), US-amerikanischer Fußballspieler und -trainer
- Shinta Mulia Sari (* 1988), singapurische Badmintonspielerin
- Shintaku, Hisatoshi (* 1957), japanischer Langstrecken- und Hindernisläufer
- Shintani, Daichi (* 1989), japanischer Grasskiläufer
- Shintani, Takurō (1943–1980), japanischer Mathematiker
- Shintani, Yukiyo (* 1985), japanische Grasskiläuferin
- Shintō, Katsuyoshi (* 1960), japanischer Fußballspieler und -trainer
- Shinton, Fred (1883–1923), englischer Fußballspieler
- Shinwell, Emanuel (1884–1986), britischer Politiker, Mitglied des House of Commons
- Shinya (* 1970), japanischer J-Rock-Musiker, Schlagzeuger, Sänger
- Shin’ya, Shihomi (* 1979), japanische Eisschnellläuferin
- Shin’yo, Takahiro (* 1950), japanischer Botschafter und Diplomat
- Shinzato, Ryō (* 1990), japanischer Fußballspieler
- Shinzato, Shōhei (* 1988), japanischer Fußballspieler

### Shio
- Shioda, Gōzō (1915–1994), japanischer Aikidoka, Gründer des Yoshinkan-Aikidō
- Shioda, Tetsuji (* 1940), japanischer Mathematiker
- Shiogai, Kento (* 2005), japanischer Fußballspieler
- Shiohama, Katsuhiro (* 1940), japanischer Mathematiker
- Shiohama, Ryo (* 2000), japanischer Fußballspieler
- Shioiri, Matsusaburō (1889–1962), japanischer Agrarchemiker
- Shiojiri, Kazuya (* 1996), japanischer Langstrecken- und Hindernisläufer
- Shiokawa, Masajūrō (1921–2015), japanischer Politiker
- Shiokawa, Taketo (* 1977), japanischer Fußballspieler
- Shiolaschwili, Irma (* 1974), georgische Schriftstellerin
- Shiomi, Ayano (* 1999), japanische Leichtathletin
- Shiomi, Maki (* 2000), japanische Tischtennisspielerin
- Shiomi, Mieko (* 1938), japanische Fluxuskünstlerin und Komponistin
- Shiomura, Ayaka (* 1978), japanische Politikerin
- Shiono, Hiroshi (* 1931), japanischer Verwaltungsrechtler
- Shiono, Masato (* 1986), japanischer Tischtennisspieler
- Shionoya, Ryū (* 1950), japanischer Politiker
- Shionoya, Sayaka (* 1994), japanische Sängerin
- Shiosaki, Ikuo (* 1933), japanischer Jazzmusiker
- Shiota, Chiharu (* 1972), japanische Installations- und Performance-Künstlerin
- Shiota, Hiroshige (1873–1965), japanischer Chirurg
- Shiota, Hitoshi (* 1981), japanischer Fußballspieler
- Shiota, Reiko (* 1983), japanische Badmintonspielerin
- Shiota, Takahiro, japanischer Mathematiker
- Shiotani, Shinsuke (* 1970), japanischer Fußballspieler
- Shiotani, Tsukasa (* 1988), japanischer Fußballspieler
- Shiotani, Yoshiko (* 1939), japanische Politikerin
- Shiotsuki, Tōho (1886–1954), japanischer Maler
- Shiozaki, Yasuhisa (* 1950), japanischer Politiker
- Shiozawa, Hitoshi, japanischer Astronom und Asteroidenentdecker
- Shiozawa, Masasada (1870–1945), japanischer Ökonom
- Shiozawa, Shōgo (* 1982), japanischer Fußballspieler
- Shiozawa, Tatsuya (* 1982), japanischer Fußballspieler

### Ship
- Ship, Trudy (* 1944), US-amerikanische Filmeditorin
- Shipahu, Tangeni (* 1987), namibischer Fußballspieler
- Shipanga, Andreas (1931–2012), namibischer Politiker
- Shipanga, Hulda (1926–2010), namibische Krankenpflegerin, Hebamme und Beraterin des namibischen Gesundheitsministeriums
- Shipanga, Jacqueline (* 1976), namibische Fußballspielerin und -trainerin
- Shipanga, Paulus (* 1980), namibischer Fußballspieler und -trainer
- Shipard, Sally (* 1987), australische Fußballnationalspielerin
- Shipe, Maria (* 1986), philippinisch-US-amerikanische Fußballspielerin
- Shipherd, Zebulon R. (1768–1841), US-amerikanischer Jurist und Politiker
- Shipka, Kiernan (* 1999), US-amerikanische SchauspielerinKiernan Shipka (* 1999)

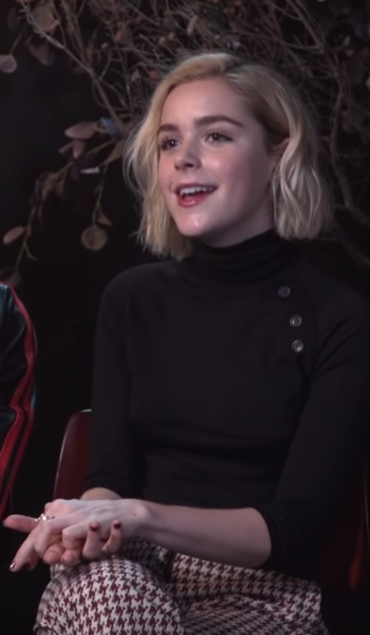
Kiernan Shipka (* 1999)

- Shipley, Alice Maud (1869–1951), englisch-britische Suffragette
- Shipley, Brooke, US-amerikanische Mathematikerin
- Shipley, George E. (1927–2003), US-amerikanischer Politiker
- Shipley, Jenny (* 1952), neuseeländische Politikerin
- Shipley, John, Baron Shipley (* 1946), britischer Politiker
- Shipley, Reece (1921–1998), US-amerikanischer Country-Musiker
- Shipley, William (1715–1803), britischer Zeichenlehrer, Kunstförderer, Erfinder
- Shipman, Ellen Biddle (1869–1950), US-amerikanische Landschaftsarchitektin
- Shipman, Harold (1946–2004), britischer Arzt und Serienmörder
- Shipman, Madisyn (* 2002), US-amerikanische Schauspielerin und Sängerin
- Shipman, Mark (* 1973), britischer Wasserspringer
- Shipman, Nell (1892–1970), US-amerikanisch-kanadische Stummfilmschauspielerin und Filmschaffende
- Shipman, Pat (* 1949), US-amerikanische Paläoanthropologin
- Shipnoski, Nicklas (* 1998), deutscher Fußballspieler
- Shipp, Alexandra (* 1991), US-amerikanische Schauspielerin und SängerinAlexandra Shipp (* 1991)

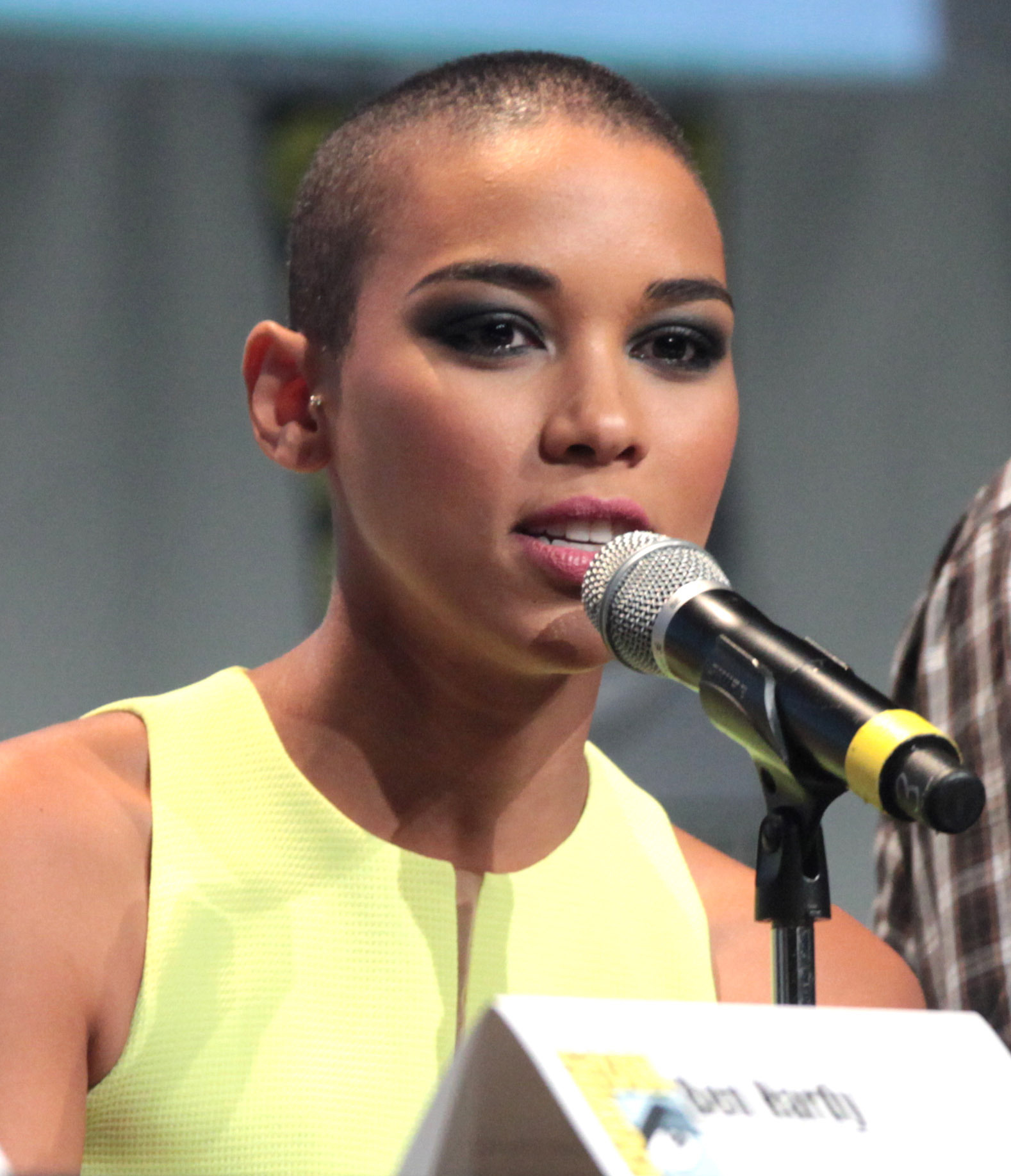
Alexandra Shipp (* 1991)

- Shipp, Demetrius Jr. (* 1988), US-amerikanischer Schauspieler
- Shipp, Harry (* 1991), US-amerikanischer Fußballspieler
- Shipp, James (* 1980), amerikanischer Jazzmusiker (Mallets, Schlagzeug, Komposition)
- Shipp, Jerry (1935–2021), US-amerikanischer Basketballspieler
- Shipp, John Wesley (* 1955), US-amerikanischer Schauspieler
- Shipp, Josh (* 1986), US-amerikanischer Basketballspieler
- Shipp, Matthew (* 1960), US-amerikanischer Pianist des Creative Jazz
- Shippard, Sidney (1837–1902), britischer Kolonialadministrator
- Shippe, Hans (1896–1941), galizischer Journalist und Ökonom
- Shippee, Jillian (* 1999), US-amerikanische Hammerwerferin
- Shippen Green, Elizabeth (1871–1954), US-amerikanische Illustratorin
- Shippen, William (1712–1801), US-amerikanischer Politiker
- Shipperley, Neil (* 1974), englischer Fußballspieler
- Shippey, Thomas Alan (* 1943), britischer anglistischer und skandinavistischer Mediävist
- Shippo (* 1990), deutscher DJ
- Shipsey, Francesca, US-amerikanische Schauspielerin und Opernsängerin
- Shipstead, Henrik (1881–1960), US-amerikanischer Politiker (Bauern- und Arbeiterpartei, Republikanische Partei), Senator für Minnesota
- Shipstead, Maggie (* 1983), US-amerikanische Autorin
- Shipton, Alyn (* 1953), englischer Jazzautor und Jazzjournalist
- Shipton, Eric (1907–1977), britischer Bergsteiger
- Shipton, Geoff (* 1941), australischer Schwimmer
- Shipton, Paul (* 1963), britisch-amerikanischer Autor
- Shipton, Susan (* 1958), kanadische Filmeditorin

### Shir
- Shir, Smadar (* 1957), israelische Schriftstellerin
- Shir-On, Aviv (* 1952), israelischer Diplomat
- Shiraga, Fujiko (1928–2015), japanische Künstlerin
- Shiraga, Kazuo (1924–2008), japanischer Maler des Action Painting
- Shirahama, Alexis Mitsuru (* 1962), japanischer Ordensgeistlicher, römisch-katholischer Bischof von Hiroshima
- Shirahama, Kamome, japanische Comiczeichnerin
- Shirai, Atsushi (* 1966), japanischer Fußballspieler
- Shirai, Eiji (* 1995), japanischer Fußballspieler
- Shirai, Haruki (* 2000), japanischer Fußballspieler
- Shirai, Haruto (* 1999), japanischer Fußballspieler
- Shirai, Hiroshi (1937–2024), japanischer Karateka
- Shirai, Hiroyuki (* 1974), japanischer Fußballspieler
- Shirai, Kenzō (* 1996), japanischer Kunstturner
- Shirai, Kōsuke (* 1994), japanischer Fußballspieler
- Shirai, Kyōji (1889–1980), japanischer Schriftsteller
- Shirai, Mitsuko (* 1947), deutsch-japanische Sopranistin
- Shirai, Mitsutarō (1863–1932), japanischer Botaniker und Mykologe
- Shirai, Ryosuke (* 2005), japanischer Fußballspieler
- Shirai, Seiichi (1905–1983), japanischer Architekt
- Shirai, Shūhei (* 1985), japanischer Fußballspieler
- Shirai, Takako (* 1952), japanische Volleyballspielerin
- Shirai, Tatsuya (* 1997), japanischer Fußballspieler
- Shirai, Yoshio (1923–2003), japanischer Boxer
- Shirai, Yūto (* 1988), japanischer Fußballspieler
- Shiraishi, Ashima (* 2001), US-amerikanische Kletterin
- Shiraishi, Kazuko (1931–2024), japanische Dichterin und Übersetzerin
- Shiraishi, Kirara (* 1996), japanischer Sprinter
- Shiraishi, Masuyo, japanische Fußballspielerin
- Shiraishi, Nagatada (1796–1862), japanischer Mathematiker des Wasan
- Shiraishi, Tomoyuki (* 1993), japanischer Fußballspieler
- Shirakawa (1053–1129), 72. Tennō von Japan (1073–1087)
- Shirakawa, Hideki (* 1936), japanischer Chemiker, Träger des Chemie-Nobelpreises 2000
- Shirakawa, Masaaki (* 1949), japanischer Volkswirt und der 30. Gouverneur der Bank of Japan (BOJ)
- Shirakawa, Shizuka (1910–2006), japanischer Orientalist
- Shirakawa, Yoshikazu (1935–2022), japanischer Fotograf
- Shirakawa, Yoshinori (1869–1932), japanischer General und Politiker
- Shiraki, Hideo (1933–1972), japanischer Jazzmusiker
- Shirane, Gen (1924–2005), japanisch-US-amerikanischer experimenteller Festkörperphysiker
- Shirao, Hidehito (* 1980), japanischer Fußballspieler
- Shiras, George III (1859–1942), US-amerikanischer Politiker
- Shiras, George junior (1832–1924), US-amerikanischer Jurist
- Shiras, Wilmar H. (1908–1990), amerikanische Science-Fiction-Autorin
- Shirasaka, Fūma (* 1996), japanischer Fußballspieler
- Shirasaki, Ayako (1969–2021), japanische Jazzpianistin
- Shirasaki, Ryōhei (* 1993), japanischer Fußballspieler
- Shirasawa, Hisanori (* 1964), japanischer Fußballspieler
- Shirasawa, Homi (1868–1947), japanischer Botaniker
- Shirase, Nobu (1861–1946), japanischer Offizier und Polarforscher
- Shiratani, Kento (* 1989), japanischer Fußballspieler
- Shirato, Sampei (1932–2021), japanischer Mangaka
- Shiratori, Katsuhiro (* 1976), japanischer Beachvolleyballspieler
- Shiratori, Kimiko, japanische Fußballspielerin
- Shiratori, Kurakichi (1865–1942), japanischer Historiker mit dem Schwerpunkt Asiatische Geschichte
- Shiratori, Toshio (1887–1949), japanischer Botschafter in Italien, Berater des japanischen Außenministers
- Shirawachi, Keita (* 2001), japanischer Fußballspieler
- Shirayanagi, Peter Seiichi (1928–2009), japanischer Theologe, Erzbischof von Tokio und Kardinal
- Shirazi, Aida (* 1987), iranische Komponistin
- Shirazi, Kamran (* 1952), französischer Schachspieler iranischer Herkunft
- Shirazi, Saleh (1790–1845), persischer Botschafter
- Shircore, Jenny, Maskenbildnerin
- Shirdel, Josef (* 1993), deutsch-afghanischer Fußballspieler
- Shirdon, Abdi Farah (* 1958), somalischer Geschäftsmann, Ökonom und Politiker
- Shire, David (* 1937), US-amerikanischer Komponist
- Shire, Karen (* 1959), US-amerikanische Soziologin
- Shire, Michael, englischer Rabbiner, Religions- und Erziehungswissenschaftler
- Shire, Talia (* 1946), US-amerikanische Schauspielerin
- Shire, Warsan (* 1988), somalisch-britische Autorin
- Shiregreen (* 1957), deutscher Singer-Songwriter
- Shirer, William L. (1904–1993), US-amerikanischer Journalist, Historiker und Autor
- Shires, Roland (* 1871), englischer Fußballspieler und -schiedsrichter
- Shirey, Hilbert, US-amerikanischer Pokerspieler
- Shirey, Sxip, US-amerikanischer Komponist und Musiker
- Shiri Jabilou, Behnam (* 1993), iranischer Diskuswerfer
- Shiri, Hamid (* 1982), iranischer Radrennfahrer
- Shiriagari, Kotobuki (* 1958), japanischer Mangaka
- Shirihai, Hadoram (* 1962), israelischer Ornithologe und Autor
- Shirin David (* 1995), deutsche Rapperin, Sängerin und WebvideoproduzentinShirin David (* 1995)

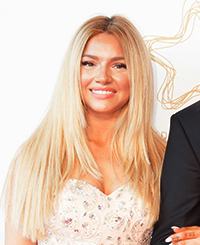
Shirin David (* 1995)

- Shirinov, Elchin (* 1982), aserbaidschanischer Jazzmusiker (Piano, Komposition)
- Shirinyan, Marianna (* 1978), armenisch-dänische Pianistin
- Shirk, Dave, Filmtechniker für visuelle Effekte
- Shirky, Clay (* 1964), US-amerikanischer Redner, Autor und Philosoph zum Thema Internet
- Shirlaw, Robert (* 1943), australischer Ruderer
- Shirlaw, Walter (1838–1909), schottisch-amerikanischer Maler, Graveur und Illustrator
- Shirley, Aleisa (* 1963), US-amerikanische Schauspielerin
- Shirley, Anne (1918–1993), US-amerikanische Schauspielerin
- Shirley, Daniel (* 1979), neuseeländischer Badmintonspieler
- Shirley, Derek (* 1975), kanadischer Jazzbassist
- Shirley, Don (1927–2013), US-amerikanischer Pianist und Komponist
- Shirley, Donna (* 1941), US-amerikanische Raumfahrt-Ingenieurin und Autorin
- Shirley, Dorothy (* 1939), englische Hochspringerin
- Shirley, Eric (* 1929), britischer Hindernisläufer
- Shirley, Gabriel, neuseeländische Badmintonspielerin
- Shirley, George (* 1934), US-amerikanischer Opernsänger (Tenor)
- Shirley, James (* 1596), englischer Dramatiker
- Shirley, Jimmy (1913–1989), US-amerikanischer Jazzgitarrist
- Shirley, John (* 1922), britischer Filmeditor
- Shirley, John (* 1953), US-amerikanischer Science-Fiction-Autor, Punk-Musiker und -texter sowie Drehbuchautor
- Shirley, Kevin (* 1960), südafrikanischer Musikproduzent und Toningenieur
- Shirley, Lianne (* 1975), neuseeländische Badmintonspielerin
- Shirley, Paul (* 1977), US-amerikanischer Basketballspieler
- Shirley, Ralph († 1466), englischer Esquire
- Shirley, Robert († 1628), englischer Reisender und Abenteurer
- Shirley, Robert, 13. Earl Ferrers (1929–2012), britischer Peer und Politiker
- Shirley, Stephanie (1933–2025), britische Unternehmerin deutscher HerkunftStephanie Shirley (1933–2025)

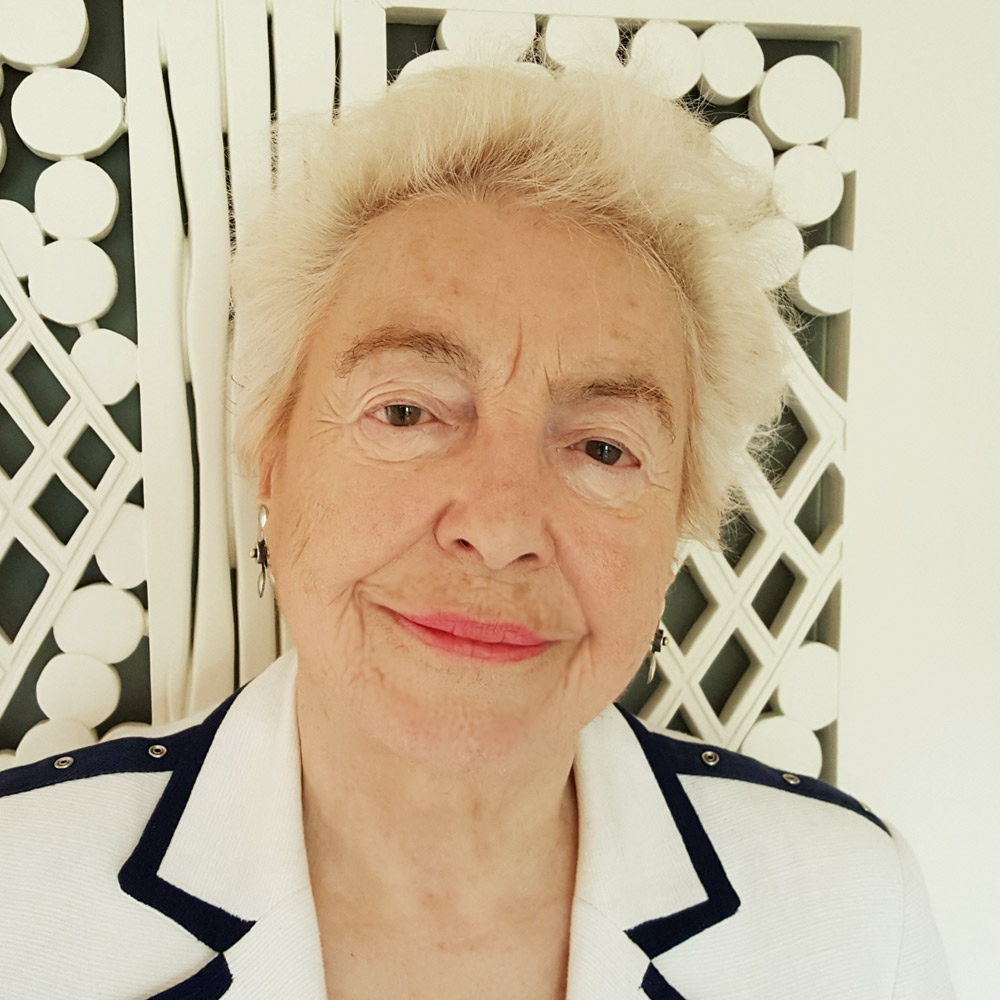
Stephanie Shirley (1933–2025)

- Shirley, Thomas (1908–1982), britischer Offizier der Luftstreitkräfte des Vereinigten Königreichs
- Shirley, William (1694–1771), britischer Gouverneur in Nordamerika
- Shirley-Quirk, John (1931–2014), britischer Opern- und Oratoriensänger (Bassbariton)
- Shirley-Smith, Justin, englischer Musikproduzent und Toningenieur
- Shirock, Marcus (* 1975), US-amerikanischer Schauspieler und Synchronsprecher
- Shirodkar, Vithalrao Nagesh (1899–1971), indischer Gynäkologe
- Shiroishi, Patrick, US-amerikanischer Improvisationsmusiker (Saxophon)
- Shirota Minoru (1899–1982), japanischer Bakteriologe und Unternehmensgründer
- Shirota, Atsushi (* 1991), japanischer Fußballspieler
- Shirow, Masamune (* 1961), japanischer Manga-Zeichner
- Shirowa, Hayate (* 1998), japanischer Fußballspieler
- Shiroyama, Saburō (1927–2007), japanischer Schriftsteller
- Shiroyama, Shōtarō (* 1995), japanischer Weitspringer
- Shirreff, Emily (1814–1897), englisch-britische Frauenbildungsaktivistin
- Shirreff, Richard (* 1955), britischer Offizier und Autor
- Shirreffs, Gordon D. (1914–1996), US-amerikanischer Schriftsteller
- Shirriff, Cathie, kanadische Schauspielerin
- Shirun-Grumach, Irene (* 1937), israelische Ägyptologin
- Shirvani, Darioush (* 1963), deutsch-iranischer Filmemacher und Musiker
- Shirvani, Foroud (* 1974), deutscher Rechtswissenschaftler und Hochschullehrer
- Shirvani, Tara (* 1986), österreichische Biochemikerin, Bioökonomin und Expertin für Klimafinanzierung
- Shirvington, Jessica (* 1979), australische Schriftstellerin
- Shirvington, Matthew (* 1978), australischer Leichtathlet
- Shirwood, John († 1493), Bischof von Durham (1484–1493)

### Shis
- Shish, Gal (* 1989), israelischer Fußballspieler
- Shishelov, Vladimir (* 1979), usbekischer Fußballspieler
- Shishi, Bunroku (1893–1969), japanischer Schriftsteller
- Shishido Baiken, japanischer Schwertkämpfer
- Shishikura, Mitsuhiro (* 1960), japanischer Mathematiker
- Shishime, Ai (* 1994), japanische Judoka
- Shishir, Tashnuva Anan, bangladeschische Transgender-Aktivistin, Schauspielerin und Nachrichtensprecherin

### Shit
- Shit Robot (* 1971), irischer DJ und Live-Act der elektronischen Tanzmusik
- Shitandayi, Geraldine (* 1963), kenianische Sprinterin
- Shitara, Yūta (* 1991), japanischer Langstreckenläufer
- Shitou Xiqian (700–790), chinesischer Meister des Chan-Buddhismus
- Shitsetsang, Jigme (* 1971), Schweizer Politiker (FDP) und Kantonsrat
- Shittu, Amusa (1937–2012), nigerianischer Fußballspieler
- Shittu, Danny (* 1980), nigerianischer Fußballspieler
- Shittu, Ganiyu (* 1979), nigerianischer Fußballspieler

### Shiu
- Shiue, Ming Shen (* 1950), US-amerikanisch-taiwanischer Entführer und Mörder

### Shiv
- Shiv Shankar, P. (1929–2017), indischer Politiker
- Shiva (* 1999), italienischer Rapper
- Shiva, Azar (* 1940), iranische Schauspielerin
- Shiva, Mike (1964–2020), Schweizer Unternehmer, Fernsehmoderator und Kolumnist, der als Hellseher und Wahrsager auftrat
- Shiva, Vandana (* 1952), indische Ökologin, Bürgerrechtlerin und Feministin
- Shivaji (1630–1680), Anführer der MarathenShivaji (1630–1680)

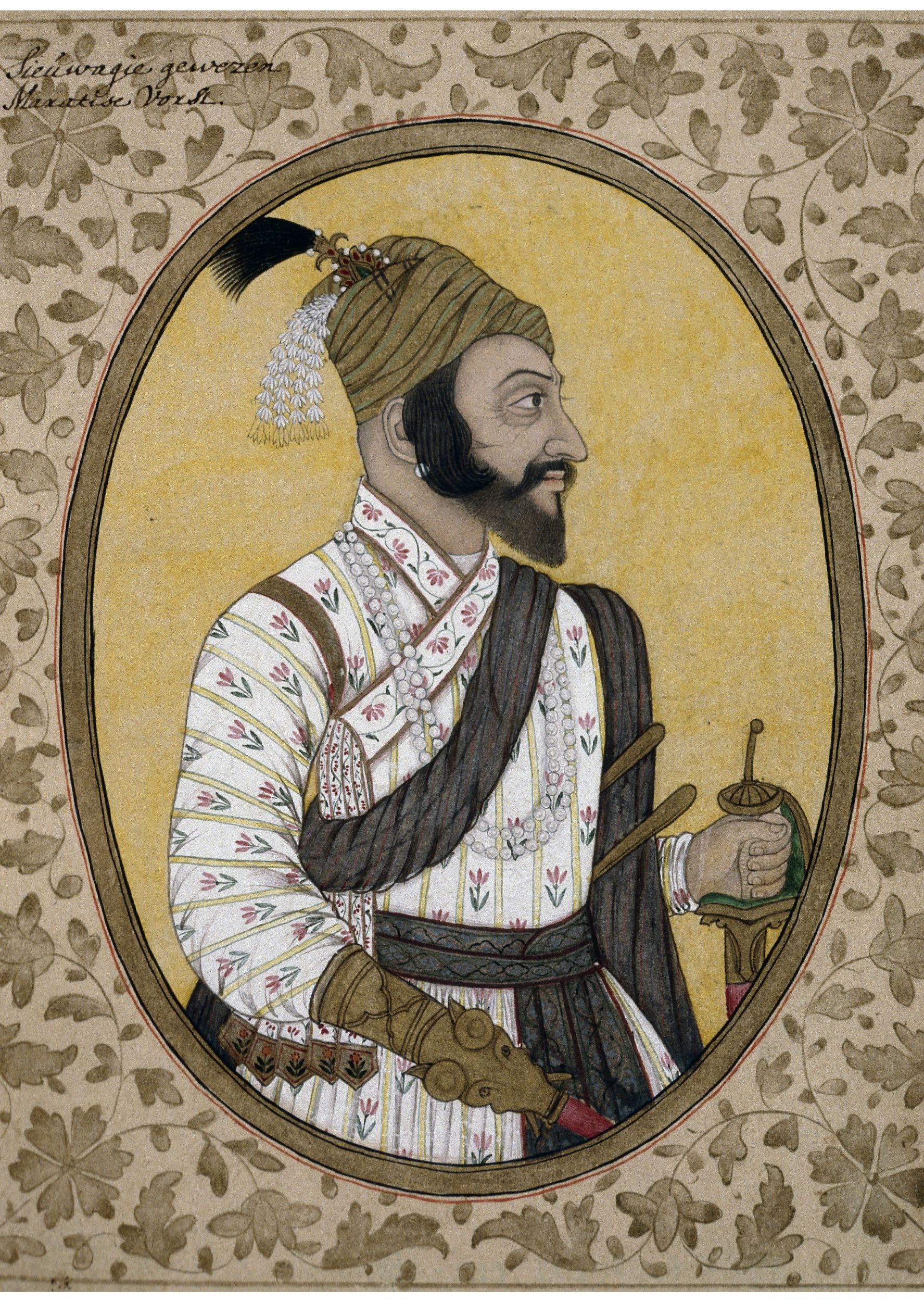
Shivaji (1630–1680)

- Shivani, Ruthvika (* 1997), indische Badmintonspielerin
- Shivdasani, Nina (* 1946), indische Bildkünstlerin
- Shive, John N. (1913–1984), US-amerikanischer Physiker und Erfinder
- Shively, Benjamin F. (1857–1916), US-amerikanischer Politiker
- Shively, Matt (* 1990), US-amerikanischer Schauspieler
- Shiver, Mike (* 1981), schwedischer DJ und Produzent
- Shivers, Allan (1907–1985), US-amerikanischer Politiker
- Shivji, Amil, tansanischer Filmregisseur, Produzent und Dozent
- Shivpuri, Himani (* 1960), indische Schauspielerin
- Shivute, Peter (* 1963), namibischer Richter und Chief Justice
- Shivute, Sackey (* 1965), namibischer Boxer

### Shiw
- Shiwasu, Yuki, japanische Mangaka

### Shix
- Shixwameni, Ignatius (1966–2021), namibischer Politiker

### Shiy
- Shiy, De-jinn (1923–1981), chinesischer Maler

### Shiz
- Shizoe (* 1978), deutschsprachiger Sänger und Rapper
- Shizuki, Tadao (1760–1806), japanischer Dolmetscher und Pionier der Hollandkunde (Rangaku)
- Shizuko Kasagi (1914–1985), japanische Jazzsängerin und Schauspielerin
- Shizzoe, Hank (* 1966), Schweizer Sänger, Songwriter und GitarristHank Shizzoe (* 1966)

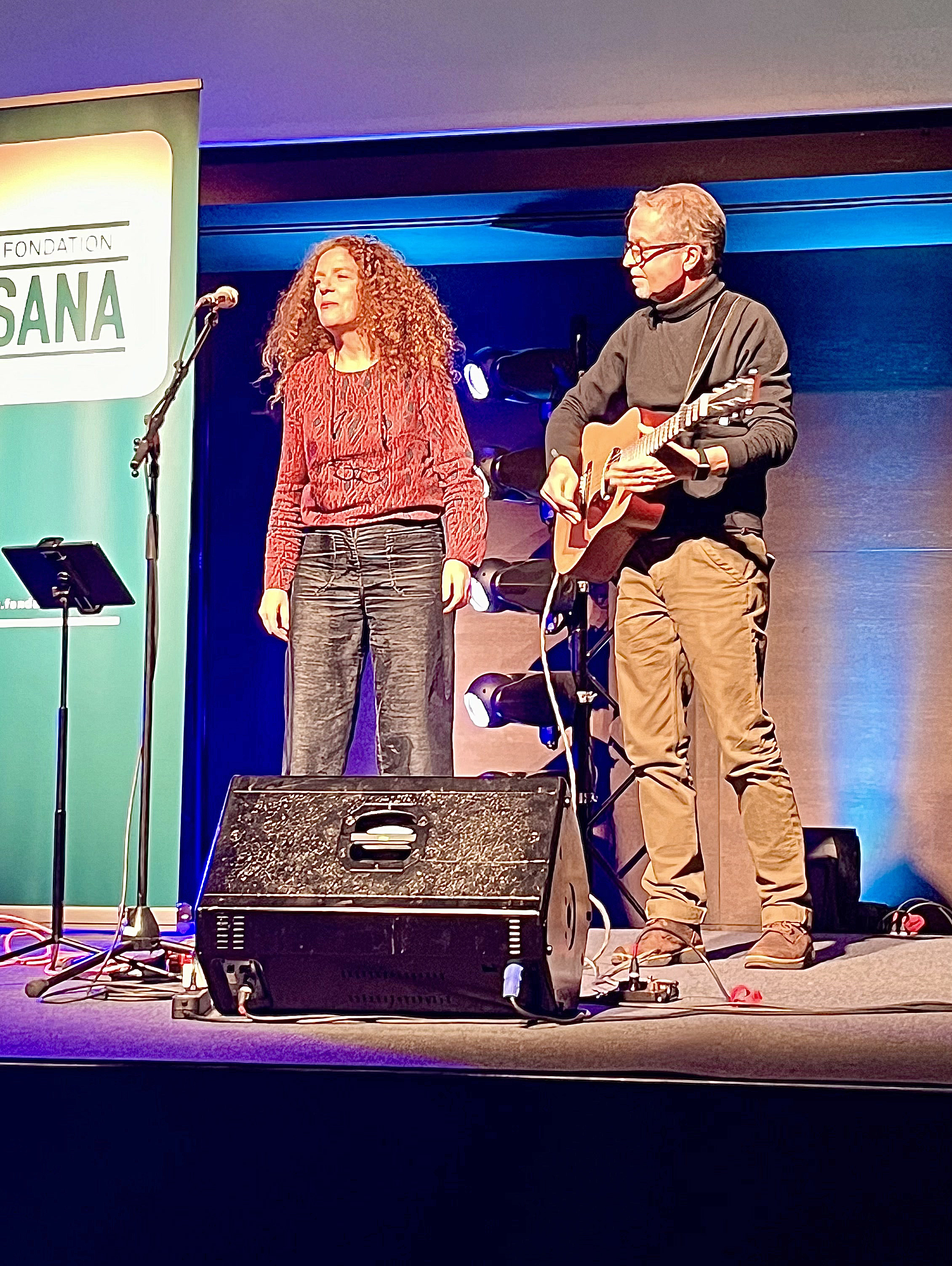
Hank Shizzoe (* 1966)